# Concours Eurovision de la chanson 2023
United by Music
- Pays participants qualifiés pour la finale
- Pays participants éliminés en demi-finale
- Pays ayant participé dans le passé

Turin 2022 Malmö 2024
Le Concours Eurovision de la chanson 2023 est la 67e édition du Concours. Il a lieu les 9, 11 et 13 mai 2023 à Liverpool au Royaume-Uni, arrivé deuxième l'édition précédente, à la suite de la décision de l'UER de ne pas l'organiser en Ukraine, pays victorieux en 2022 avec Kalush Orchestra et leur chanson Stefania, en raison de l'invasion de l'Ukraine par la Russie en 2022. C'est la première fois depuis 1980 que le pays hôte n'est pas le pays tenant du titre. C'est également la neuvième fois que le Royaume-Uni accueille l'événement, la dernière fois remontant à 1998. Trente-sept pays participent lors de cette édition dont le slogan est United by Music (en français « Unis par la musique »).
La Suède remporte cette édition avec la chanson Tattoo, interprétée par Loreen, avec un total de 583 points dont 340 de la part des jurys nationaux et 243 par le télévote. C'est la septième victoire du pays, la précédente étant en 2015. Le pays égalise le record du nombre de victoires détenu par l'Irlande. Loreen devient la deuxième artiste — après Johnny Logan — à remporter deux fois le Concours, l'ayant déjà remporté en 2012.
La Finlande arrive en deuxième position avec 526 points, ce qui constitue le meilleur résultat du pays depuis sa victoire en 2006. Israël arrive troisième avec 362 points. Le Top 5 est complété par l'Italie et la Norvège.

## Préparation du Concours

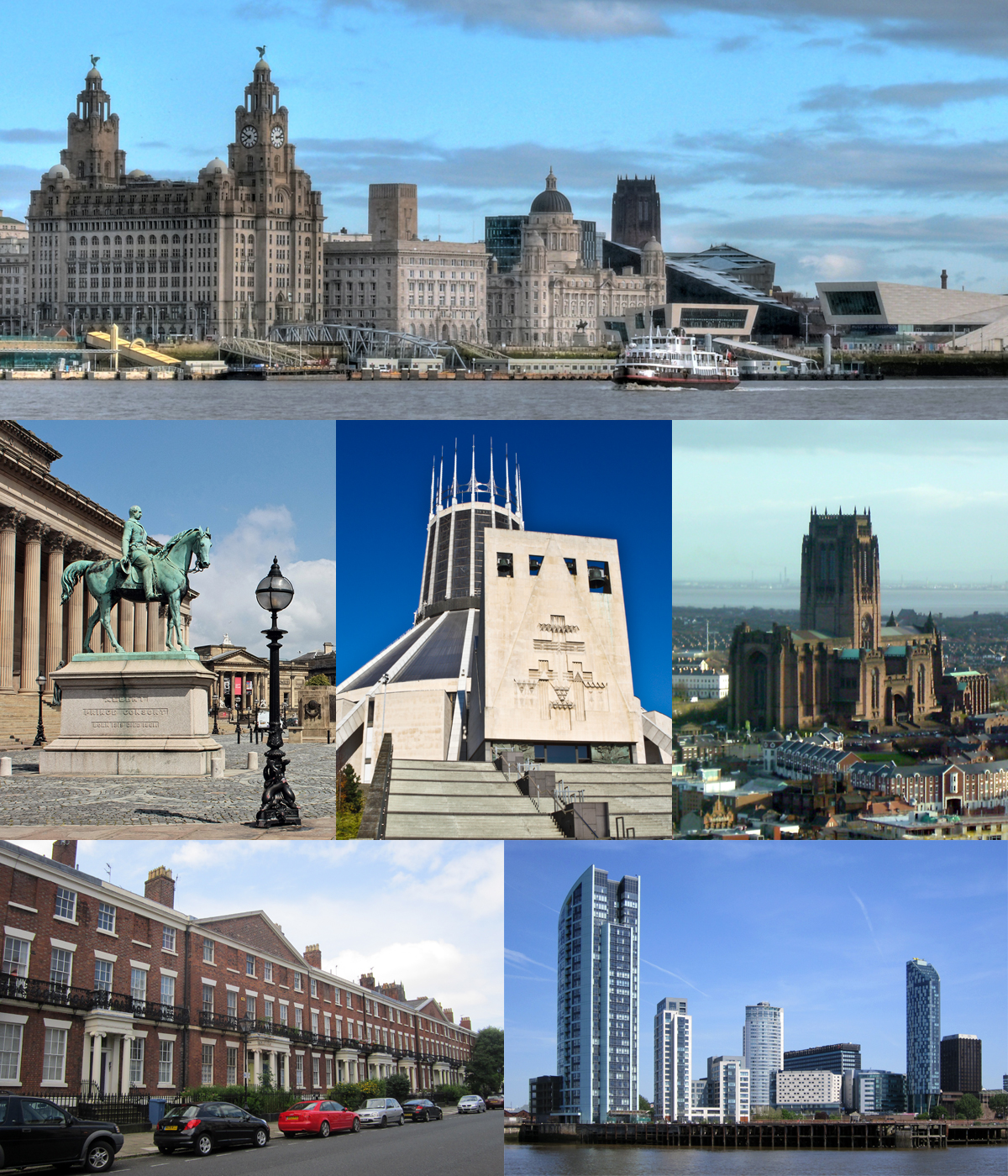
Liverpool est la ville hôte du 67e Concours Eurovision de la chanson.

### Lieu

#### Choix du pays
Après la victoire de Kalush Orchestra en 2022, l'Ukraine est invitée par l'Union européenne de radio-télévision (UER) à accueillir l'édition 2023 selon la tradition de l'Eurovision. Les préparatifs débutent lorsque Martin Österdahl remet à la délégation ukrainienne les premiers documents concernant l'organisation de l'événement pendant la conférence de presse suivant la victoire du pays. L'Ukraine se prépare alors à accueillir l'événement pour la troisième fois, après 2005 et 2017.
Dans le contexte de l'invasion de l'Ukraine par la Russie en 2022, l'UER publie rapidement un communiqué précisant que la priorité est bien de travailler avec le diffuseur ukrainien Suspilne malgré les difficultés,. Cependant, certains médias supposent qu'en raison de la situation l'Ukraine pourrait ne pas accueillir le Concours et qu'un pays du Big Five — composé de l'Allemagne, de l'Espagne, de la France, de l'Italie et du Royaume-Uni — pourrait être invité à accueillir l'édition.
Plusieurs pays expriment dès le 15 mai 2022 le souhait d'accueillir l'événement dans l'éventualité où l'Ukraine n'en aurait pas la possibilité. Ainsi, les diffuseurs espagnol (RTVE), italien (Rai) et néerlandais (AVROTROS et NPO) se disent prêts à accueillir l'Eurovision 2023,,. Les autorités locales de Madrid, Barcelone et Valence en Espagne, Turin en Italie et Stockholm en Suède se proposent également,,. En Pologne, le président de TVP, Jacek Kurski, déclare qu'en cas de besoin, la Pologne est prête à aider à l'organisation du concours,. Au Royaume-Uni, le Secrétaire d'État aux Affaires, Kwasi Kwarteng, annonce que dans l'éventualité, le pays serait honoré d'accueillir l'événement.

Le 16 mai, Mykola Chernotytskyi, président du diffuseur Suspilne, réaffirme cependant son souhait d'accueillir l'Eurovision sur le sol ukrainien et indique également que les discussions avec l'UER débuteront le 20 mai. De nombreux politiciens ukrainiens demandent que le concours se tienne en Ukraine. Le président du pays, Volodymyr Zelensky, exprime par exemple le souhait qu'il se déroule à Marioupol. De plus, l'administration de Kiev indique être prête à accueillir l'événement. Le 3 juin, le ministre ukrainien de la Culture, Oleksandr Tkatchenko, déclare : 

« Nous ne doutons pas que le Concours devrait avoir lieu en Ukraine. La seule chose est que personne n'a jamais tenu l'Eurovision en temps de guerre… Nous cherchons maintenant des réponses avec nos collègues aux conditions les plus importantes fixées par l'Union européenne de radiodiffusion, mais je pense que nous devrons expliquer lors de notre dialogue que certaines conditions ont besoin d'être changées. »

Le 10 juin, Taras Melnychuk, représentant du gouvernement ukrainien au parlement annonce la création d'un comité visant à faciliter l'accueil de l'Eurovision par l'Ukraine. Le 14 juin, une rencontre a lieu entre l'UER, le gouvernement ukrainien et Suspilne afin de discuter des options possibles. Lors de celle-ci, le diffuseur propose les villes de Kiev, Lviv et l'oblast de Transcarpatie comme lieux d'accueil.
Le 17 juin, l'UER annonce, après cette rencontre et la consultation des spécialistes tiers, avoir pris la décision que l'Eurovision 2023 n'aura pas lieu en Ukraine en raison de la situation géopolitique. De plus, l'union annonce débuter les discussions avec le diffuseur britannique BBC, arrivé 2e en 2022, pour accueillir le concours au Royaume-Uni,,. C'est la première fois depuis 1980 que l'Eurovision n'a pas lieu dans le pays tenant du titre.
En réponse, Mykola Chernotytskyi et Oleksandr Tkachenko, conjointement avec les gagnants ukrainiens de l'Eurovision, Ruslana, Jamala et Oleh Psiuk — fondateur de Kalush Orchestra —, publient un communiqué demandant une poursuite des discussions. Le Premier Ministre britannique Boris Johnson, la Secrétaire d'État à la Culture britannique Nadine Dorries et le Ministre de la Culture polonais Piotr Gliński soutiennent cette demande,,. Le 23 juin, l'UER publie un autre communiqué, réaffirmant sa décision de tenir l'Eurovision dans un autre pays que l'Ukraine,,.
Finalement, le 25 juillet, l'UER annonce que l'Eurovision 2023 aura lieu au Royaume-Uni. Le pays accueille l'Eurovision pour la neuvième fois, après les éditions 1960, 1963, 1968 et 1977, toutes quatre tenues à Londres, 1972 à Édimbourg, 1974 à Brighton, 1982 à Harrogate et 1998 à Birmingham. Il est aussi prévu que les diffuseurs ukrainien et britannique Suspilne et BBC collaborent étroitement pour l'organisation. La procédure de sélection de la ville hôte débute la même semaine,.

#### Choix de la ville

##### Candidatures préliminaires
| \| 200 km1:14 984 000 Ville hôte Ville finaliste Villes présélectionnées Autres villes candidates \| Aberdeen Belfast Birmingham Bristol Darlington Édimbourg Glasgow Leeds Liverpool Londres Manchester Newcastle Sheffield |
| 200 km1:14 984 000 Ville hôte Ville finaliste Villes présélectionnées Autres villes candidates |

| 200 km1:14 984 000 Ville hôte Ville finaliste Villes présélectionnées Autres villes candidates |

Dans l'intervalle entre l'annonce que l'Ukraine n'accueillerait pas l'Eurovision et celle que le Royaume-Uni serait l'hôte de la compétition, dix-sept villes britanniques font part de leur souhait d'accueillir le concours. Ainsi, Aberdeen, Belfast, Birmingham, Brighton, Bristol, Cardiff, Édimbourg, Glasgow, Leeds, Liverpool, Londres, Manchester, Newcastle, Prudhoe, Sheffield, Sunderland et Wolverhampton indiquent toutes leur intérêt,. Les villes de Nottingham et Derry s'ajoutent à cette liste respectivement les 26 juillet et 1er août,. Parmi celles-ci, la ville d'Aberdeen adopte d'ores et déjà un budget permettant de soumettre une candidature officielle le moment venu.

##### Candidatures officielles
Le 26 juillet, après que l'UER confirme que le Royaume-Uni accueillera l'événement, la sélection de la ville hôte est officiellement lancée. Elle se déroule en deux temps et chaque ville candidate doit remplir un certain nombre de critères montrant qu'elles ont les capacités et l'expérience nécessaires à l'accueil d'un tel événement. De plus, si le diffuseur peut consulter le gouvernement britannique, c'est bien la BBC et l'UER qui prendront la décision finale.
La première phase se déroule du 26 juillet au 12 août, date à laquelle la BBC publie une première liste de villes présélectionnées parmi les candidates,. Lors de cette phase, douze des villes ayant précédemment indiqué leur intérêt confirment publiquement leur candidature, les autres ne se présentant finalement pas. La ville de Darlington confirme également sa candidature.
Le 12 août, la BBC annonce avoir reçu une candidature de la part de vingt villes et en avoir retenu sept pour la suite du processus : Birmingham, Glasgow, Leeds, Liverpool, Manchester, Newcastle et Sheffield,. Plusieurs concerts étant déjà programmés dans les salles en lice en avril et mai 2023, la ville-hôte devra les décaler pour l'Eurovision, qui monopolise la salle pour six à huit semaines,.
Le 27 septembre, les deux villes finalistes de la sélection sont annoncées : Glasgow et Liverpool,. Finalement, le 7 octobre 2022, l'UER et la BBC annoncent que l'Eurovision 2023 se tiendra à la Liverpool Arena,.
| Ville                   | Lieu                    | Notes | Ref.       |
| Ville hôte              | Ville hôte              | Ville hôte | Ville hôte |
| ----------------------- | ----------------------- | --- | ---------- |
| Liverpool               | Liverpool Arena         | — | [ 47 ]     |
| Ville finaliste         |                         | |            |
| Glasgow                 | OVO Hydro               | La salle a accueilli les MTV Europe Music Awards 2014. Le film Eurovision Song Contest: The Story of Fire Saga, sorti en 2020 y a été tourné. | [ 45 ]     |
| Villes présélectionnées |                         | |            |
| Birmingham              | Resorts World Arena     | La salle a accueilli les Jeux du Commonwealth de 2022.                                                                                        | [ 42 ]     |
| Leeds                   | First Direct Arena      | — | [ 46 ]     |
| Manchester              | Manchester Arena        | — | [ 49 ]     |
| Newcastle               | Utilita Arena Newcastle | — | [ 50 ]     |
| Sheffield               | Sheffield Arena         | — | ,          |
| Autres candidatures     |                         | |            |
| Aberdeen                | P&J Live                | — | [ 37 ]     |
| Belfast                 | SSE Arena               | — | [ 41 ]     |
| Bristol                 | Hangar de Brabazon      | La salle est en construction. | [ 43 ]     |
| Darlington              | Darlington Arena        | La proposition dépendait de la construction d'un toit pour couvrir la zone et aurait nécessité des travaux de rénovation.                     | [ 57 ]     |
| Édimbourg               | Non précisé             | — | [ 44 ]     |
| Londres                 | Non précisé             | Les sites suggérés pour la candidature étaient la Wembley Arena et l'O2                                                                       | ,          |

### Organisation

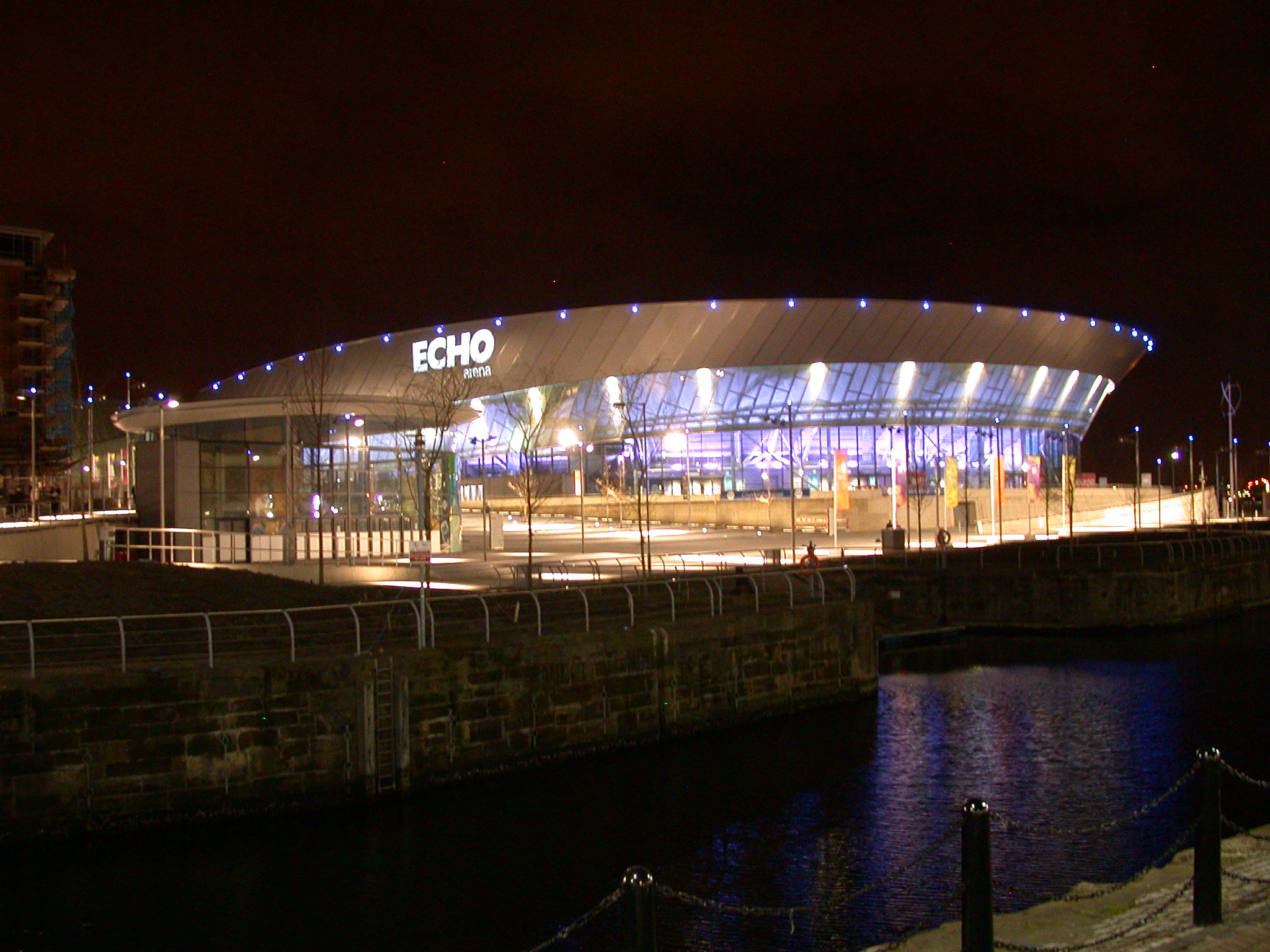
Liverpool Arena accueille la 67e édition du concours.

Le 7 octobre 2022, le diffuseur hôte BBC et l'UER annoncent que l'Eurovision 2023 aura lieu les 9, 11 et 13 mai 2023,.
Afin d'organiser le concours, le conseil municipal de Liverpool ainsi que l'autorité combinée de la région urbaine de Liverpool contribuent chacun à hauteur de 2 M£. Le gouvernement britannique alloue pour sa part 10 M£ à l'Eurovision. De plus, la contribution de la BBC est estimée entre 8 et 17 M£,. Selon Deadline, la BBC fait face à un défi d'organisation, la société se chargeant de la retransmission en une semaine de l'Eurovision et du couronnement de Charles III.
Après la tenue de l'événement, le complexe Liverpool One annonce 19,9 M£ de revenus supplémentaires en comparaison à la même période en 2022.

### Partenaires
L'Eurovision 2023 se déroule en partenariat avec plusieurs entreprises. Le sponsor principal est l'entreprise israélienne Moroccanoil, et ce pour la troisième année consécutive, dans le cadre d'un contrat courant de 2020 à 2024. Outre cette dernière, les entreprises Booking.com,, idealista, Riedel Communcations, et TikTok, sont une fois de plus partenaires du concours, tandis qu'un nouveau partenariat à long terme se forme avec Baileys. On compte également d'autres sponsors tels Mondelez International et Google,.

### Présentateurs

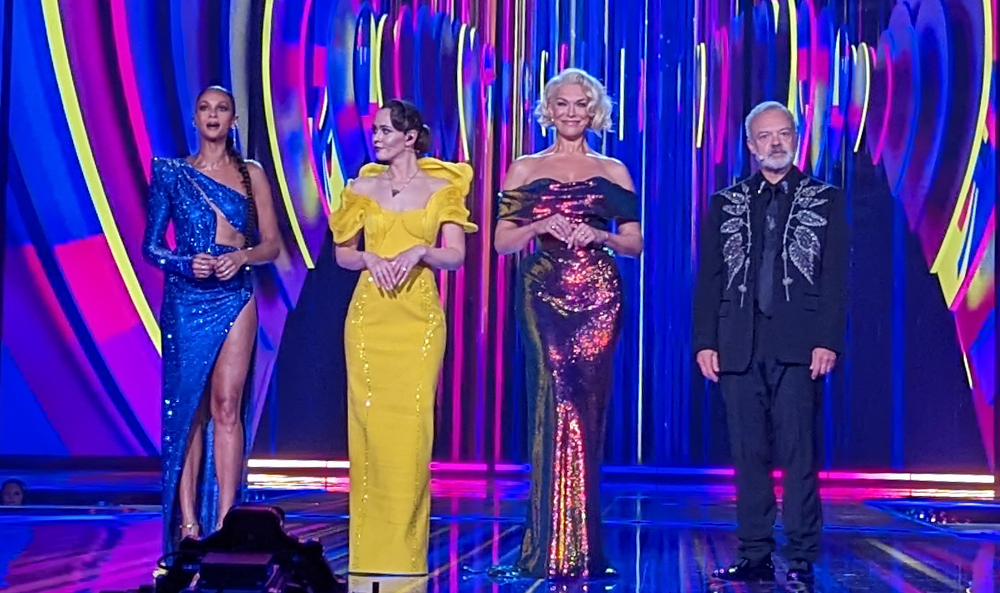
Alesha Dixon, Julia Sanina, Hannah Waddingham et Graham Norton, présentateurs du concours.

Le 22 février 2023, l'UER et le diffuseur BBC annoncent les noms des quatre présentateurs de cette édition. Il s'agit d'un homme — pour la finale — et trois femmes : Hannah Waddingham, actrice et chanteuse britannique ; Julia Sanina, chanteuse ukrainienne, membre du jury pour l'émission de sélection de l'artiste ukrainien‚ le Vidbir 2023 ; et Alesha Dixon, mannequin, chanteuse et danseuse, ex-membre du groupe féminin Mis-Teeq, présenteront ensemble les demi-finales et la finale,. Graham Norton, présentateur de télévision et commentateur des finales de l'Eurovision pour le public anglais depuis 2009, se joindra à elles pour la présentation de la finale,.

### Système de vote
Le 22 novembre 2022, l'UER annonce un changement du système de vote à la suite des irrégularités dans les votes des jurys en 2022,,,.
Le nouveau règlement met fin à la combinaison d'un jury et du télévote lors des demi-finales. Dorénavant, lors de celles-ci, seul le télévote déterminera les résultats. Si le pays ne peut présenter de télévote « valide », le vote d'un jury le remplace. De plus, un télévote « reste du monde » est introduit, permettant aux téléspectateurs de pays non-participants de voter avec le poids d'un pays participant,,,.
Lors de la finale, le système de vote reste sensiblement le même que les années précédentes, combinant le vote d'un jury de professionnels et le télévote pour chaque pays. Cependant, si le vote d'un jury national est invalidé, le télévote de ce pays est attribué une seconde fois. De plus, lors des demi-finales, si le pays ne peut présenter de télévote valide, un résultat agrégé sur la base de pays ayant des schémas de vote similaires est utilisé en remplacement. Enfin, le télévote « reste du monde » est également introduit sans avoir de jury en contrepartie. L'ensemble du télévote attribuera donc un jeu de points de plus que l'ensemble des jurys,,,.

### Slogan et identité visuelle

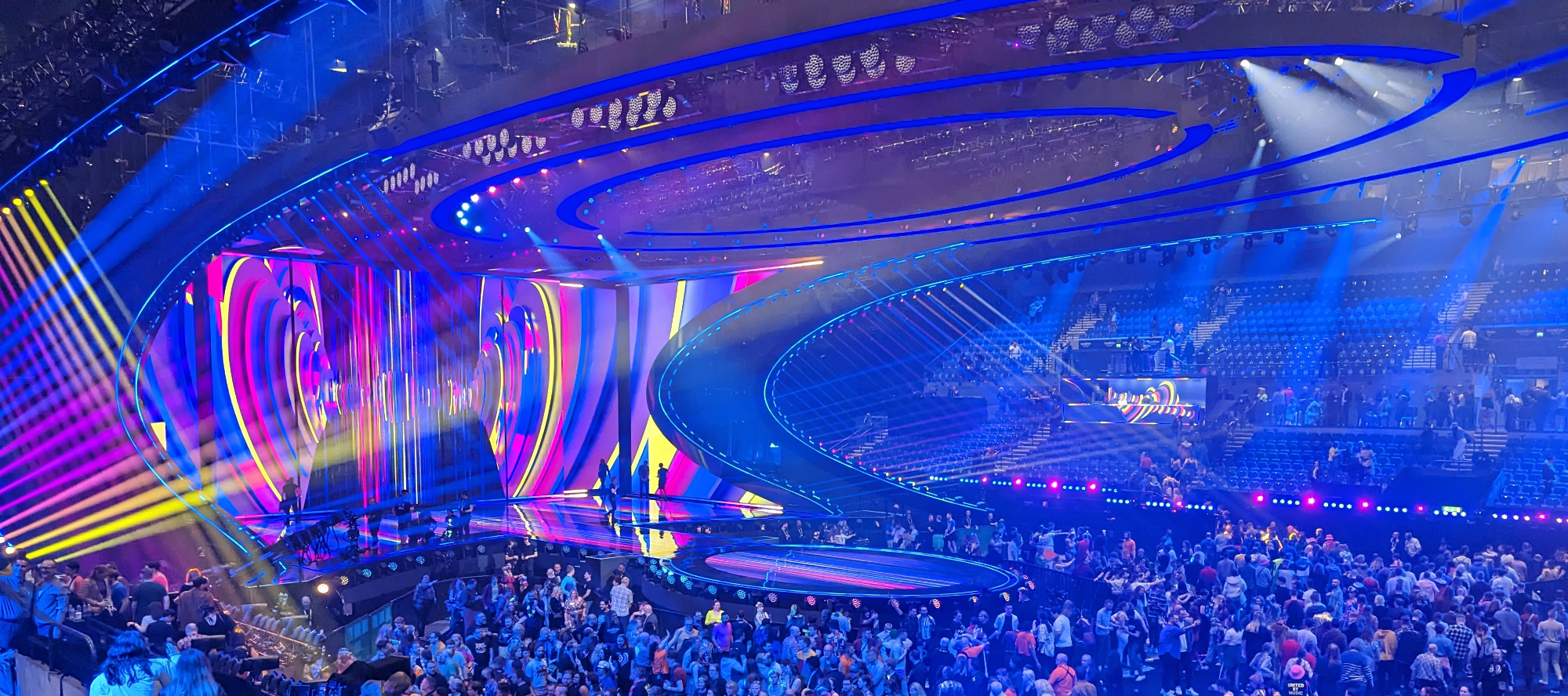
La scène de l'Eurovision 2023.

Le 10 janvier 2023, l'UER et le diffuseur britannique BBC annoncent que le slogan et le logo seront révélés le 31 janvier 2023, lors du tirage au sort des demi-finales. L'annonce aura finalement lieu un jour plus tôt. Le slogan de l'édition est United by Music (en français : « Unis par la Musique »). Ce slogan sera, par ailleurs, désigné slogan permanent du Concours en novembre 2023,. Le logo est inspiré des couleurs des drapeaux ukrainien et britannique, représentant « la joie et la diversité du Concours ». Il représente l'électrocardiogramme d'un battement de cœur, symbolisé par une chaîne de cœurs de différentes tailles et illustrant ainsi « aussi bien le battement de cœur collectif des participants et spectateurs de l'Eurovision ». La police d'écriture utilisée pour le slogan, nommée Penny Lane — référence à la chanson des Beatles du même nom —, est inspirée par les panneaux du XXe siècle qui indiquent les noms de rues à Liverpool,,.

Le 21 décembre 2022, il est annoncé que le scénographe britannique Julio Himede réalise le design de la scène de cette édition. Il a, entre autres, réalisé les scénographie de la 64e cérémonie des Grammy Awards en 2022 ; des MTV Video Music Awards en 2016, puis de 2018 à 2021 ; de La Belle et la Bête : 30 ans de magie et de la première édition du American Song Contest. Le design de la scène est dévoilé le 2 février 2023. Julio Himede indique s'être basé sur les principes d'« unité, célébration, communauté ». Il déclare : 

« L'architecture s'inspire d'un grand câlin, ouvrant ses bras à l'Ukraine, aux participants et aux invités venant du monde entier. Je me suis concentré sur les aspects culturels et les similarités entre l'Ukraine, le Royaume-Uni et Liverpool spécifiquement, de la musique, la dance et l'art à l'artichitecture et la poésie. »

 La scène est grande de plus de 450 m2, avec 220 m2 d'écrans vidéos mobiles. De plus, 700 dalles vidéo sont intégrées au sol et l'ensemble compte 1 500 m de lumières LED,.

## Concours

### Liste des participants
Le 20 octobre 2022, l'UER dévoile la liste des participants, au nombre de trente-sept, plus bas effectif depuis 2014,. Cette édition voit le retrait de la Bulgarie, de la Macédoine du Nord et du Monténégro.
Un retour monégasque en 2023 est longtemps spéculé. En effet, le gouvernement de la principauté prévoit, dans son budget primitif de l'année 2022, une subvention de 100 000 € pour « initier la candidature de la Principauté au Concours Eurovision 2023 », laissant présumer ainsi un retour du pays, bien qu'aucun diffuseur monégasque n'ait, au 22 novembre 2021, confirmé la participation du pays,. Le 9 décembre 2021, le lancement de la chaîne Monte-Carlo Riviera est annoncé et prévu pour l'année 2022. Le nouveau diffuseur est vu comme un remplaçant de TMC, qui appartient au groupe TF1 et n'est plus membre de l'UER,,. Si la participation est prévue via ce nouveau diffuseur, celui-ci doit intégrer l'UER au plus tard en décembre 2022. Cependant, en mai 2022, le lancement de la chaîne est retardé « entre juin et septembre 2023 ». Le dernier diffuseur monégasque membre de l'UER, MMD, confirme finalement le 5 septembre 2022 que le pays ne participera pas à l'Eurovision 2023.
Les diffuseurs bulgare, macédonien et monténégrin invoquent tous les trois des raisons financières pour leur retrait. Les deux derniers diffuseront malgré tout l'Eurovision 2023,. Les diffuseurs andorran, bosnien, luxembourgeois et slovaque annoncent leur non-participation sans citer de raisons. La Biélorussie et la Russie, toutes deux exclues de l'UER, sont inéligibles à la participation,. Les absences de la Hongrie, du Maroc  et de la Turquie ne sont confirmées que lors de la publication de la liste des participants,.

### Tirage au sort des demi-finales

Pays participant à la première demi-finale
Pays pré-qualifié votant dans la première demi-finale
Pays participant à la deuxième demi-finale
Pays pré-qualifié votant dans la deuxième demi-finale

Pour répartir les pays dans les différentes demi-finales, un tirage au sort a lieu. Lors de celui-ci, les pays qualifiés d'office pour la finale — le Royaume-Uni, pays hôte, et l'Ukraine, tenant du titre, ainsi que les quatre autres principaux contributeurs financiers de l'UER : l'Allemagne, l'Espagne, la France et l'Italie — tirent, pour leur part, la demi-finale durant laquelle ils auront le droit de vote.
Le tirage a lieu le 31 janvier 2023 en fonction de lots basés sur les tendances des votes lors des concours précédents, :
| Lot 1                                                       | Lot 2                                                                   | Lot 3                                                            | Lot 4                                                       | Lot 5                                                            |
| ----------------------------------------------------------- | ----------------------------------------------------------------------- | ---------------------------------------------------------------- | ----------------------------------------------------------- | ---------------------------------------------------------------- |
| - Albanie - Autriche - Croatie - Serbie - Slovénie - Suisse | - Australie - Danemark - Estonie - Finlande - Islande - Norvège - Suède | - Arménie - Azerbaïdjan - Géorgie - Israël - Lettonie - Lituanie | - Chypre - Grèce - Irlande - Malte - Portugal - Saint-Marin | - Belgique - Moldavie - Pays-Bas - Pologne - Roumanie - Tchéquie |

### Artistes de retour
L'édition 2023 voit quatre artistes ayant déjà participé prendre part à nouveau au concours : Marco Mengoni, représentant de l'Italie en 2013 ; Monika Linkytė, représentante de la Lituanie en 2015 aux côtés de Vaidas Baumila ; Pasha Parfeni, représentant de la Moldavie en 2012 ; et Loreen, représentante de la Suède et gagnante, également en 2012. De plus, la candidate géorgienne Iru, quant à elle, a remporté l'édition junior du concours en 2011 en tant que membre du groupe CANDY.

### Cartes postales
Les cartes postales sont imaginées en lien avec le thème de l'édition : United by Music. Chaque carte postale est tournée dans trois lieux — un en Ukraine, un autre au Royaume-Uni, et un dernier dans le pays participant — lié par un thème commun.

### Répétitions
Les répétitions des demi-finalistes se déroulent dans les semaines précédant le concours, du 30 avril au 6 mai 2023. Chaque participant a deux répétitions individuelles : la première d'une durée de 30 minutes, la seconde d'une durée de 25 minutes, se déroulant dans l'ordre de passage des demi-finales. Les pays qualifiés d'office — les membres du Big Five et l'Ukraine — ont également deux répétitions individuelles : la première le jeudi 4 mai 2023 et la seconde le samedi 6 mai 2023,.
Les répétitions générales sont au nombre de trois par show : deux la veille et une le jour-même. La deuxième répétition générale, souvent nommée jury show, a lieu la veille du direct à la même heure et se déroule devant les jurys nationaux qui enregistrent leurs votes.

### Première demi-finale
Cette demi-finale a lieu le mardi 9 mai 2023. L'ordre de passage des participants, déterminé par les producteurs, est annoncé le 22 mars 2023.

#### Ouverture et entracte
La première demi-finale est ouverte par Julia Sanina interprétant sa chanson Mayak. Lors de l'entracte, Alyosha et Rebecca Ferguson interpréteront une reprise de Ordinary World de Duran Duran. Enfin, Rita Ora interprétera un medley de ses chansons ainsi que son nouveau single Praising You,.

#### Résultats
L'Allemagne, la France, l'Italie ainsi que le « reste du monde » votent lors de cette demi-finale. Un extrait des prestations allemande, française et italienne est également diffusé,. Les qualifiés sont : la Norvège, la Serbie, le Portugal, la Croatie, la Suisse, Israël, la Moldavie, la Suède, la Tchéquie et la Finlande. Cette demi-finale voit la Croatie se qualifier pour la première fois depuis 2017. À l'inverse, l'Azerbaïdjan échoue à se qualifier pour la première fois depuis 2018 et les Pays-Bas pour la première fois depuis 2015.
- Qualifiés
- Dernier

| Ordre | Pays        | Artiste                    | Chanson                             | Langue                               | Place | Points |
| ----- | ----------- | -------------------------- | ----------------------------------- | ------------------------------------ | ----- | ------ |
| 01    | Norvège     | Alessandra                 | Queen of Kings                      | Anglais                              | 6     | 102    |
| 02    | Malte       | The Busker                 | Dance (Our Own Party)               | Anglais                              | 15    | 3      |
| 03    | Serbie      | Luke Black                 | Samo mi se spava (Само ми се спава) | Serbe, anglais                       | 10    | 37     |
| 04    | Lettonie    | Sudden Lights              | Aijā                                | Anglais, letton                      | 11    | 34     |
| 05    | Portugal    | Mimicat                    | Ai coração                          | Portugais                            | 9     | 74     |
| 06    | Irlande     | Wild Youth                 | We Are One                          | Anglais                              | 12    | 10     |
| 07    | Croatie     | Let 3                      | Mama ŠČ!                            | Croate                               | 8     | 76     |
| 08    | Suisse      | Remo Forrer                | Watergun                            | Anglais                              | 7     | 97     |
| 09    | Israël      | Noa Kirel                  | Unicorn                             | Anglais                              | 3     | 127    |
| 10    | Moldavie    | Pasha Parfeni              | Soarele și luna                     | Roumain                              | 5     | 109    |
| 11    | Suède       | Loreen                     | Tattoo                              | Anglais                              | 2     | 135    |
| 12    | Azerbaïdjan | TuralTuranX                | Tell Me More                        | Anglais                              | 14    | 4      |
| 13    | Tchéquie    | Vesna                      | My Sister's Crown                   | Anglais, ukrainien, tchèque, bulgare | 4     | 110    |
| 14    | Pays-Bas    | Mia Nicolai et Dion Cooper | Burning Daylight                    | Anglais                              | 13    | 7      |
| 15    | Finlande    | Käärijä                    | Cha Cha Cha                         | Finnois                              | 1     | 177    |

### Deuxième demi-finale
Cette demi-finale a lieu le jeudi 11 mai 2023. L'ordre de passage des participants, déterminé par les producteurs, est annoncé le 22 mars 2023.

#### Ouverture et entracte
Un des entractes de cette demi-finale s'intitule Music Unites Generations. Il s'agit d'un medley de musiques ukrainiennes, interprété par Maria Iaremtchouk, Otoy et Zlata Dziunka. Un autre, intitulé Be Who You Wanna Be, est un sketch de danse chorégraphié par Jason Gilkison et interprété par trois drag, accompagnés par l'ensemble de danse Podilya,.

#### Résultats
L'Espagne, le Royaume-Uni, l'Ukraine ainsi que le « reste du monde » votent lors de cette demi-finale. Un extrait des prestations espagnole, britannique et ukrainienne est également diffusé,. Les qualifiés sont : l'Arménie, l'Estonie, la Belgique, Chypre, la Pologne, la Slovénie, l'Autriche, l'Albanie, la Lituanie et l'Australie. Cette demi-finale voit l'Autriche se qualifier pour la première fois depuis 2018 et la Slovénie pour la première fois depuis 2019. À l'inverse, la Grèce et l'Islande échouent toutes deux à se qualifier pour la première fois depuis 2018.
- Qualifiés
- Dernier

| Ordre | Pays        | Artiste                   | Chanson                | Langue            | Place | Points |
| ----- | ----------- | ------------------------- | ---------------------- | ----------------- | ----- | ------ |
| 01    | Danemark    | Reiley                    | Breaking My Heart      | Anglais           | 14    | 6      |
| 02    | Arménie     | Brunette                  | Future Lover           | Anglais, arménien | 6     | 99     |
| 03    | Roumanie    | Theodor Andrei            | D.G.T. (Off and On)    | Roumain, anglais  | 15    | 0      |
| 04    | Estonie     | Alika                     | Bridges                | Anglais           | 10    | 74     |
| 05    | Belgique    | Gustaph                   | Because of You         | Anglais           | 8     | 90     |
| 06    | Chypre      | Andrew Lambrou            | Break a Broken Heart   | Anglais           | 7     | 94     |
| 07    | Islande     | Diljá                     | Power                  | Anglais           | 11    | 44     |
| 08    | Grèce       | Victor Vernicos           | What They Say          | Anglais           | 13    | 14     |
| 09    | Pologne     | Blanka                    | Solo                   | Anglais           | 3     | 124    |
| 10    | Slovénie    | Joker Out                 | Carpe Diem             | Slovène           | 5     | 103    |
| 11    | Géorgie     | Iru                       | Echo                   | Anglais           | 12    | 33     |
| 12    | Saint-Marin | Piqued Jacks              | Like an Animal         | Anglais           | 16    | 0      |
| 13    | Autriche    | Teya & Salena             | Who the Hell is Edgar? | Anglais           | 2     | 137    |
| 14    | Albanie     | Albina & Familja Kelmendi | Duje                   | Albanais          | 9     | 83     |
| 15    | Lituanie    | Monika Linkytė            | Stay                   | Anglais           | 4     | 110    |
| 16    | Australie   | Voyager                   | Promise                | Anglais           | 1     | 149    |

### Finale
La finale a lieu le samedi 13 mai 2023. L'Ukraine est qualifiée d'office pour la finale en tant que tenant du titre, bien que le concours se tienne au Royaume-Uni. Ces deux pays tirent respectivement les numéros 19 et 26 dans l'ordre de passage pour la finale lors du Meeting des Délégations le 13 mars 2023,. Les autres pays du Big Five procèdent, après leur seconde répétition, à un tirage au sort déterminant dans quelle partie de la finale ils concourent. Enfin, pour les vingt qualifiés, une conférence de presse est organisée à la suite de chaque demi-finale durant laquelle un tirage au sort similaire a ensuite lieu,, permettant aux producteurs du concours de décider et diffuser l'ordre de passage pendant la nuit suivant la deuxième demi-finale,.

#### Ouverture et entracte
L'ouverture de la finale est assurée par les tenants du titre, Kalush Orchestra avec leur chanson gagnante Stefania, accompagnés brièvement au piano par Andrew Lloyd Webber et la princesse de Galles, et leur dernier titre Changes. Le défilé des finalistes est accompagné d'une performance menée par plusieurs anciens représentants ukrainiens : Go_A, Jamala, Verka Serduchka et Tina Karol, qui interpréteront chacun de nouvelles versions de leurs chansons concurrentes mélangées à des classiques britanniques : Shum, 1944, Dancing Lasha Tumbai et Show Me Your Love.
Le premier entracte est une performance par Sam Ryder, représentant britannique arrivé à la deuxième place en 2022, avec son nouveau titre Mountain. D'anciens participants participent au second entracte, intitulé The Liverpool Songbook, mettant à l'honneur la contribution de Liverpool au développement de la musique pop : Mahmood, Netta, Daði Freyr, Cornelia Jakobs, Duncan Laurence et Sonia,.

#### Vote
Lors de la distribution du vote des jurys, la Suède prend la tête dès le premier vote et la conserve jusqu'au terme de la procédure. La 2e place est disputée entre Israël et l'Italie jusqu'au dernier vote où Israël termine 2e avec un unique point d'avance sur l'Italie. Au terme du vote des jurys, le Top 5 est constitué, dans l'ordre de : la Suède, Israël, l'Italie, la Finlande et l'Estonie.
Lors de la séquence de télévote, plusieurs jeux de points viennent perturber ce classement. La Croatie, 25e du vote des jurys, reçoit rapidement 112 points après n'en avoir reçu que 11 des jurys. La Norvège, 17e des jurys, en reçoit 216, ce qui lui permet d'atteindre le Top 5 final. Inversement, l'Espagne, classée 9e par les jurys ne reçoit que 5 points de la part des téléspectateurs. Pour sa part, la Suède conserve la tête jusqu'à l'attribution des points finlandais. Cette dernière remporte le télévote et reçoit 376 points. À ce stade, seuls l'Italie, Israël et la Suède doivent encore recevoir des points. Si les deux premiers ne parviennent pas à prendre la tête, la Suède reçoit 243 points des spectateurs, ce qui lui permet de surpasser la Finlande et d'emporter la victoire.
Les deux classements montrent des différences de préférence entre les téléspectateurs et les jurys. Le plus grand écart est celui de la Croatie, arrivée 25e du classement des jurys mais 7e du télévote, soit 18 places de différence. Viennent ensuite l'Espagne, classée 9e par les jurys mais 26e et dernière au télévote, soit 17 places de différence ; la Pologne, classée 24e par les jurys mais 8e par le télévote, soit 16 places de différence. L'Estonie et l'Australie arrivent respectivement 5e et 6e des jurys mais 19e et 20e au télévote, soit 14 places d'écart, écart partagé par la Norvège, arrivée 17e des jurys mais 3e du télévote,.

#### Résultats

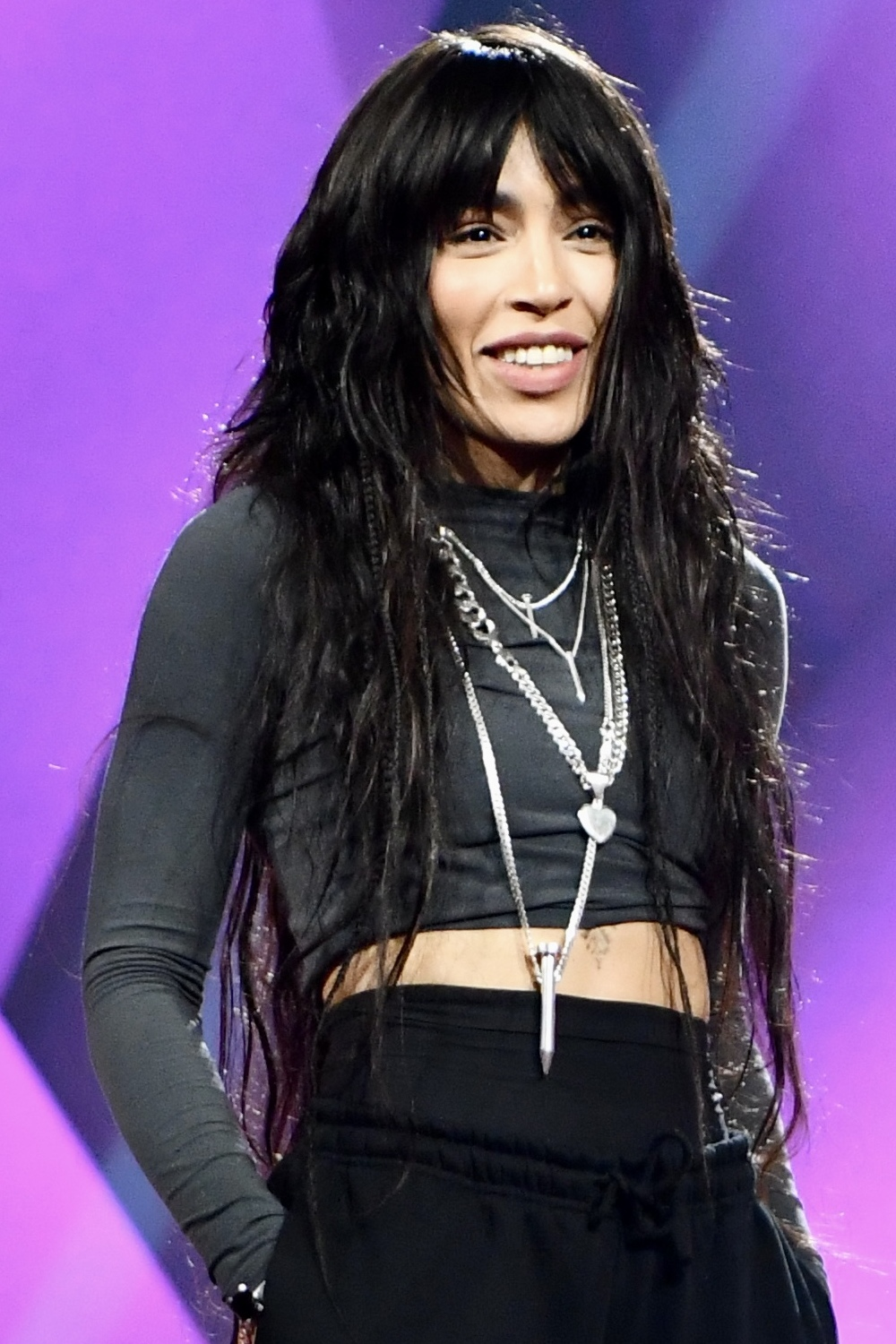
Loreen, lauréate du Concours Eurovision de la chanson 2023.

Cette édition est remportée, avec 583 points, par la Suède, représentée par Loreen et sa chanson Tattoo. Il s'agit de la septième victoire du pays, qui égalise ainsi le record du nombre de victoires détenu par l'Irlande. Loreen devient également la deuxième artiste, avec Johnny Logan, à avoir remporté le concours à deux reprises. La Finlande arrive en deuxième position avec 526 points, dont 376 points du télévote qu'elle a remporté, et obtient son meilleur résultat depuis sa victoire en 2006. Le podium est complété par Israël avec 362 points.
Viennent ensuite l'Italie avec 350 points et la Norvège avec 268 points. Le Top 10 est complété par l'Ukraine, la Belgique, l'Estonie, l'Australie et la Tchéquie.
Parmi les pays du Big Five, seule l'Italie atteint le Top 10, terminant 4e. L'Ukraine, championne en titre, arrive en 6e place. La France et l'Espagne arrivent respectivement 16e et 17e. Le Royaume-Uni arrive 25e, et la 26e et dernière place échoit à l'Allemagne pour la deuxième année consécutive.
- Premier
- Deuxième
- Troisième
- Dernier

| Ordre | Pays          | Artiste                   | Chanson                             | Langue                               | Place | Points |
| ----- | ------------- | ------------------------- | ----------------------------------- | ------------------------------------ | ----- | ------ |
| 01    | Autriche      | Teya & Salena             | Who the Hell is Edgar?              | Anglais                              | 15    | 120    |
| 02    | Portugal      | Mimicat                   | Ai coração                          | Portugais                            | 23    | 59     |
| 03    | Suisse        | Remo Forrer               | Watergun                            | Anglais                              | 20    | 92     |
| 04    | Pologne       | Blanka                    | Solo                                | Anglais                              | 19    | 93     |
| 05    | Serbie        | Luke Black                | Samo mi se spava (Само ми се спава) | Serbe, anglais                       | 24    | 30     |
| 06    | France        | La Zarra                  | Évidemment                          | Français                             | 16    | 104    |
| 07    | Chypre        | Andrew Lambrou            | Break a Broken Heart                | Anglais                              | 12    | 126    |
| 08    | Espagne       | Blanca Paloma             | Eaea                                | Espagnol                             | 17    | 100    |
| 09    | Suède         | Loreen                    | Tattoo                              | Anglais                              | 1     | 583    |
| 10    | Albanie       | Albina & Familja Kelmendi | Duje                                | Albanais                             | 22    | 76     |
| 11    | Italie        | Marco Mengoni             | Due vite                            | Italien                              | 4     | 350    |
| 12    | Estonie       | Alika                     | Bridges                             | Anglais                              | 8     | 168    |
| 13    | Finlande      | Käärijä                   | Cha Cha Cha                         | Finnois                              | 2     | 526    |
| 14    | Tchéquie      | Vesna                     | My Sister's Crown                   | Anglais, ukrainien, tchèque, bulgare | 10    | 129    |
| 15    | Australie     | Voyager                   | Promise                             | Anglais                              | 9     | 151    |
| 16    | Belgique      | Gustaph                   | Because of You                      | Anglais                              | 7     | 182    |
| 17    | Arménie       | Brunette                  | Future Lover                        | Anglais, arménien                    | 14    | 122    |
| 18    | Moldavie      | Pasha Parfeni             | Soarele și luna                     | Roumain                              | 18    | 96     |
| 19    | Ukraine T     | Tvorchi                   | Heart of Steel                      | Anglais, ukrainien                   | 6     | 243    |
| 20    | Norvège       | Alessandra                | Queen of Kings                      | Anglais                              | 5     | 268    |
| 21    | Allemagne     | Lord of the Lost          | Blood & Glitter                     | Anglais                              | 26    | 18     |
| 22    | Lituanie      | Monika Linkytė            | Stay                                | Anglais                              | 11    | 127    |
| 23    | Israël        | Noa Kirel                 | Unicorn                             | Anglais                              | 3     | 362    |
| 24    | Slovénie      | Joker Out                 | Carpe Diem                          | Slovène                              | 21    | 78     |
| 25    | Croatie       | Let 3                     | Mama ŠČ!                            | Croate                               | 13    | 123    |
| 26    | Royaume-Uni H | Mae Muller                | I Wrote a Song                      | Anglais                              | 25    | 24     |

#### Conférence de presse du gagnant
Une conférence de presse a lieu après la finale. La chanteuse Loreen s'exprime sur sa victoire et notamment le fait qu'elle est la première artiste féminine à remporter l'Eurovision à deux reprises. Marquant la clôture du concours, c'est lors de cette conférence de presse que Martin Österdahl, superviseur exécutif, remet à la délégation suédoise un premier cahier des charges pour l'accueil du concours 2024.

### Tableaux des votes

#### Première demi-finale
- Pays qualifiés
- Dernier

|                                                                    |                  | Points attribués     | Points attribués       | Points attribués    | Points attribués     | Points attribués      | Points attribués     | Points attribués | Points attribués       | Points attribués    | Points attribués         | Points attribués       | Points attribués     | Points attribués       | Points attribués       | Points attribués     | Points attribués    | Points attribués | Points attribués | Points attribués | Points attribués |
| ------------------------------------------------------------------ | ---------------- | -------------------- | ---------------------- | ------------------- | -------------------- | --------------------- | -------------------- | ---------------- | ---------------------- | ------------------- | ------------------------ | ---------------------- | -------------------- | ---------------------- | ---------------------- | -------------------- | ------------------- | ---------------- | ---------------- | ---------------- | ---------------- |
| Drapeau de la Norvège                                              | Drapeau de Malte | Drapeau de la Serbie | Drapeau de la Lettonie | Drapeau du Portugal | Drapeau de l'Irlande | Drapeau de la Croatie | Drapeau de la Suisse | Drapeau d’Israël | Drapeau de la Moldavie | Drapeau de la Suède | Drapeau de l'Azerbaïdjan | Drapeau de la Tchéquie | Drapeau des Pays-Bas | Drapeau de la Finlande | Drapeau de l'Allemagne | Drapeau de la France | Drapeau de l'Italie | RdM              | Total            |                  |                  |
| Pays                                                               | Norvège          |                      | 10                     | 5                   | 4                    | 3                     | 2                    | 6                | 3                      | 10                  | 8                        | 10                     | 2                    | 10                     | 5                      | 10                   | 3                   | 1                | 10               | –                | 102              |
| Pays                                                               | Malte            | –                    |                        | –                   | –                    | –                     | –                    | –                | –                      | 2                   | –                        | –                      | –                    | –                      | –                      | –                    | –                   | –                | –                | 1                | 3                |
| Pays                                                               | Serbie           | –                    | 5                      |                     | –                    | –                     | –                    | 10               | 6                      | –                   | –                        | 1                      | 3                    | 3                      | –                      | 4                    | –                   | 2                | 1                | 2                | 37               |
| Pays                                                               | Lettonie         | –                    | –                      | 2                   |                      | 4                     | 4                    | –                | –                      | –                   | 1                        | –                      | 6                    | 1                      | 1                      | 3                    | 1                   | 3                | –                | 8                | 34               |
| Pays                                                               | Portugal         | 2                    | 4                      | 3                   | –                    |                       | 1                    | 5                | 12                     | 3                   | 4                        | 4                      | –                    | 2                      | 7                      | 2                    | 5                   | 12               | 2                | 6                | 74               |
| Pays                                                               | Irlande          | 3                    | 3                      | –                   | 1                    | 2                     |                      | –                | 1                      | –                   | –                        | –                      | –                    | –                      | –                      | –                    | –                   | –                | –                | –                | 10               |
| Pays                                                               | Croatie          | 4                    | –                      | 12                  | 7                    | –                     | 5                    |                  | 5                      | 5                   | 3                        | 5                      | –                    | 4                      | 2                      | 6                    | 10                  | –                | 5                | 3                | 76               |
| Pays                                                               | Suisse           | 8                    | 6                      | 1                   | 3                    | 5                     | 7                    | 2                |                        | 4                   | 7                        | 8                      | 7                    | 5                      | 8                      | 8                    | 8                   | 6                | 4                | –                | 97               |
| Pays                                                               | Israël           | 5                    | 8                      | 7                   | 8                    | 7                     | 6                    | 7                | 7                      |                     | 12                       | 3                      | 12                   | 12                     | 4                      | 1                    | 2                   | 8                | 6                | 12               | 127              |
| Pays                                                               | Moldavie         | 6                    | 1                      | 4                   | 6                    | 12                    | 10                   | 3                | 2                      | 6                   |                          | 6                      | 4                    | 7                      | 3                      | 7                    | 6                   | 10               | 12               | 4                | 109              |
| Pays                                                               | Suède            | 10                   | 12                     | 6                   | 10                   | 8                     | 8                    | 4                | 8                      | 7                   | 10                       |                        | 10                   | 6                      | 12                     | 5                    | 4                   | 5                | 3                | 7                | 135              |
| Pays                                                               | Azerbaïdjan      | –                    | –                      | –                   | 2                    | –                     | –                    | 1                | –                      | 1                   | –                        | –                      |                      | –                      | –                      | –                    | –                   | –                | –                | –                | 4                |
| Pays                                                               | Tchéquie         | 7                    | 2                      | 8                   | 5                    | 6                     | 3                    | 8                | 4                      | 8                   | 5                        | 7                      | 5                    |                        | 6                      | 12                   | 7                   | 4                | 8                | 5                | 110              |
| Pays                                                               | Pays-Bas         | 1                    | –                      | –                   | –                    | 1                     | –                    | –                | –                      | –                   | 2                        | 2                      | 1                    | –                      |                        | –                    | –                   | –                | –                | –                | 7                |
| Pays                                                               | Finlande         | 12                   | 7                      | 10                  | 12                   | 10                    | 12                   | 12               | 10                     | 12                  | 6                        | 12                     | 8                    | 8                      | 10                     |                      | 12                  | 7                | 7                | 10               | 177              |
| Le tableau non trié suit l'ordre de passage des pays participants. |                  |                      |                        |                     |                      |                       |                      |                  |                        |                     |                          |                        |                      |                        |                        |                      |                     |                  |                  |                  |                  |

#### Deuxième demi-finale
- Pays qualifiés
- Dernier

|                                                                    |                      | Points attribués       | Points attribués     | Points attribués       | Points attribués  | Points attribués     | Points attribués    | Points attribués      | Points attribués       | Points attribués      | Points attribués       | Points attribués      | Points attribués     | Points attribués       | Points attribués       | Points attribués     | Points attribués       | Points attribués     | Points attribués | Points attribués | Points attribués | Points attribués |
| ------------------------------------------------------------------ | -------------------- | ---------------------- | -------------------- | ---------------------- | ----------------- | -------------------- | ------------------- | --------------------- | ---------------------- | --------------------- | ---------------------- | --------------------- | -------------------- | ---------------------- | ---------------------- | -------------------- | ---------------------- | -------------------- | ---------------- | ---------------- | ---------------- | ---------------- |
| Drapeau du Danemark                                                | Drapeau de l'Arménie | Drapeau de la Roumanie | Drapeau de l'Estonie | Drapeau de la Belgique | Drapeau de Chypre | Drapeau de l'Islande | Drapeau de la Grèce | Drapeau de la Pologne | Drapeau de la Slovénie | Drapeau de la Géorgie | Drapeau de Saint-Marin | Drapeau de l'Autriche | Drapeau de l'Albanie | Drapeau de la Lituanie | Drapeau de l'Australie | Drapeau de l'Espagne | Drapeau du Royaume-Uni | Drapeau de l'Ukraine | RdM              | Total            |                  |                  |
| Pays                                                               | Danemark             |                        | –                    | –                      | –                 | –                    | –                   | 6                     | –                      | –                     | –                      | –                     | –                    | –                      | –                      | –                    | –                      | –                    | –                | –                | –                | 6                |
| Pays                                                               | Arménie              | –                      |                      | 6                      | 3                 | 12                   | 10                  | –                     | 8                      | 5                     | 1                      | 12                    | 4                    | 4                      | 8                      | 1                    | 2                      | 10                   | –                | 3                | 10               | 99               |
| Pays                                                               | Roumanie             | –                      | –                    |                        | –                 | –                    | –                   | –                     | –                      | –                     | –                      | –                     | –                    | –                      | –                      | –                    | –                      | –                    | –                | –                | –                | 0                |
| Pays                                                               | Estonie              | 1                      | 6                    | 5                      |                   | 2                    | 3                   | 3                     | 3                      | 2                     | 5                      | 2                     | 10                   | 3                      | 2                      | 10                   | 4                      | 1                    | 2                | 8                | 2                | 74               |
| Pays                                                               | Belgique             | 8                      | 1                    | –                      | 4                 |                      | 4                   | 7                     | 1                      | 3                     | 7                      | 3                     | 5                    | 12                     | 3                      | 5                    | 7                      | 8                    | 6                | 1                | 5                | 90               |
| Pays                                                               | Chypre               | 4                      | 10                   | 4                      | 5                 | 4                    |                     | 5                     | 12                     | 7                     | 4                      | 5                     | 1                    | 2                      | 6                      | 4                    | 10                     | 3                    | 4                | 4                | –                | 94               |
| Pays                                                               | Islande              | 12                     | –                    | –                      | 2                 | 1                    | –                   |                       | –                      | –                     | 3                      | 6                     | 7                    | 1                      | 1                      | 2                    | 5                      | –                    | 1                | –                | 3                | 44               |
| Pays                                                               | Grèce                | –                      | 2                    | –                      | –                 | –                    | 12                  | –                     |                        | –                     | –                      | –                     | –                    | –                      | –                      | –                    | –                      | –                    | –                | –                | –                | 14               |
| Pays                                                               | Pologne              | 7                      | 8                    | 3                      | 8                 | 7                    | 6                   | 10                    | 5                      |                       | 8                      | 8                     | 2                    | 7                      | 7                      | 12                   | –                      | 4                    | 10               | 12               | –                | 124              |
| Pays                                                               | Slovénie             | 2                      | 5                    | 12                     | 7                 | 3                    | 2                   | 1                     | 2                      | 12                    |                        | 1                     | –                    | 10                     | 4                      | 7                    | 8                      | 12                   | 3                | 6                | 6                | 103              |
| Pays                                                               | Géorgie              | –                      | 12                   | 2                      | 1                 | –                    | –                   | –                     | 7                      | 1                     | –                      |                       | 3                    | –                      | –                      | 3                    | 1                      | –                    | –                | 2                | 1                | 33               |
| Pays                                                               | Saint-Marin          | –                      | –                    | –                      | –                 | –                    | –                   | –                     | –                      | –                     | –                      | –                     |                      | –                      | –                      | –                    | –                      | –                    | –                | –                | –                | 0                |
| Pays                                                               | Autriche             | 6                      | 3                    | 7                      | 6                 | 10                   | 5                   | 8                     | 6                      | 10                    | 10                     | 4                     | 8                    |                        | 10                     | 6                    | 12                     | 6                    | 7                | 5                | 8                | 137              |
| Pays                                                               | Albanie              | 3                      | 7                    | 8                      | –                 | 8                    | 1                   | 2                     | 10                     | 4                     | 12                     | –                     | –                    | 6                      |                        | –                    | 3                      | 2                    | 5                | –                | 12               | 83               |
| Pays                                                               | Lituanie             | 5                      | –                    | 1                      | 10                | 5                    | 8                   | 4                     | –                      | 6                     | 2                      | 10                    | 12                   | 5                      | 5                      |                      | 6                      | 5                    | 12               | 10               | 4                | 110              |
| Pays                                                               | Australie            | 10                     | 4                    | 10                     | 12                | 6                    | 7                   | 12                    | 4                      | 8                     | 6                      | 7                     | 6                    | 8                      | 12                     | 8                    |                        | 7                    | 8                | 7                | 7                | 149              |
| Le tableau non trié suit l'ordre de passage des pays participants. |                      |                        |                      |                        |                   |                      |                     |                       |                        |                       |                        |                       |                      |                        |                        |                      |                        |                      |                  |                  |                  |                  |

#### Finale
- Premier
- Deuxième
- Troisième
- Dernier

| Détail du vote des jurys lors de la finale                                                                          | Détail du vote des jurys lors de la finale | Détail du vote des jurys lors de la finale | Détail du vote des jurys lors de la finale | Détail du vote des jurys lors de la finale | Détail du vote des jurys lors de la finale | Détail du vote des jurys lors de la finale | Détail du vote des jurys lors de la finale | Détail du vote des jurys lors de la finale | Détail du vote des jurys lors de la finale | Détail du vote des jurys lors de la finale | Détail du vote des jurys lors de la finale | Détail du vote des jurys lors de la finale | Détail du vote des jurys lors de la finale | Détail du vote des jurys lors de la finale | Détail du vote des jurys lors de la finale | Détail du vote des jurys lors de la finale | Détail du vote des jurys lors de la finale | Détail du vote des jurys lors de la finale | Détail du vote des jurys lors de la finale | Détail du vote des jurys lors de la finale | Détail du vote des jurys lors de la finale | Détail du vote des jurys lors de la finale | Détail du vote des jurys lors de la finale | Détail du vote des jurys lors de la finale | Détail du vote des jurys lors de la finale | Détail du vote des jurys lors de la finale | Détail du vote des jurys lors de la finale | Détail du vote des jurys lors de la finale | Détail du vote des jurys lors de la finale | Détail du vote des jurys lors de la finale | Détail du vote des jurys lors de la finale | Détail du vote des jurys lors de la finale | Détail du vote des jurys lors de la finale | Détail du vote des jurys lors de la finale | Détail du vote des jurys lors de la finale | Détail du vote des jurys lors de la finale | Détail du vote des jurys lors de la finale | Détail du vote des jurys lors de la finale | Détail du vote des jurys lors de la finale |
| |                                            | Points attribués                           | Points attribués                           | Points attribués                           | Points attribués                           | Points attribués                           | Points attribués                           | Points attribués                           | Points attribués                           | Points attribués                           | Points attribués                           | Points attribués                           | Points attribués                           | Points attribués                           | Points attribués                           | Points attribués                           | Points attribués                           | Points attribués                           | Points attribués                           | Points attribués                           | Points attribués                           | Points attribués                           | Points attribués                           | Points attribués                           | Points attribués                           | Points attribués                           | Points attribués                           | Points attribués                           | Points attribués                           | Points attribués                           | Points attribués                           | Points attribués                           | Points attribués                           | Points attribués                           | Points attribués                           | Points attribués                           | Points attribués                           | Points attribués                           | Points attribués                           |
| --- | ------------------------------------------ | ------------------------------------------ | ------------------------------------------ | ------------------------------------------ | ------------------------------------------ | ------------------------------------------ | ------------------------------------------ | ------------------------------------------ | ------------------------------------------ | ------------------------------------------ | ------------------------------------------ | ------------------------------------------ | ------------------------------------------ | ------------------------------------------ | ------------------------------------------ | ------------------------------------------ | ------------------------------------------ | ------------------------------------------ | ------------------------------------------ | ------------------------------------------ | ------------------------------------------ | ------------------------------------------ | ------------------------------------------ | ------------------------------------------ | ------------------------------------------ | ------------------------------------------ | ------------------------------------------ | ------------------------------------------ | ------------------------------------------ | ------------------------------------------ | ------------------------------------------ | ------------------------------------------ | ------------------------------------------ | ------------------------------------------ | ------------------------------------------ | ------------------------------------------ | ------------------------------------------ | ------------------------------------------ | ------------------------------------------ |
| Drapeau de l'Ukraine                                                                                                | Drapeau de l'Italie                        | Drapeau de la Lettonie                     | Drapeau des Pays-Bas                       | Drapeau de Malte                           | Drapeau de la Moldavie                     | Drapeau de l'Irlande                       | Drapeau de Saint-Marin                     | Drapeau de l'Azerbaïdjan                   | Drapeau de l'Autriche                      | Drapeau de la France                       | Drapeau de la Finlande                     | Drapeau de la Belgique                     | Drapeau de l'Allemagne                     | Drapeau du Portugal                        | Drapeau de la Croatie                      | Drapeau de l'Estonie                       | Drapeau de l'Arménie                       | Drapeau de la Pologne                      | Drapeau de la Roumanie                     | Drapeau de l'Islande                       | Drapeau de la Serbie                       | Drapeau de Chypre                          | Drapeau de la Norvège                      | Drapeau de la Suisse                       | Drapeau de l'Australie                     | Drapeau du Danemark                        | Drapeau de l'Espagne                       | Drapeau d’Israël                           | Drapeau de la Suède                        | Drapeau de la Géorgie                      | Drapeau de la Tchéquie                     | Drapeau de la Slovénie                     | Drapeau de la Grèce                        | Drapeau de l'Albanie                       | Drapeau de la Lituanie                     | Drapeau du Royaume-Uni                     | Total                                      |                                            |                                            |
| Pays | Autriche                                   | –                                          | –                                          | –                                          | 1                                          | 1                                          | –                                          | –                                          | 6                                          | –                                          |                                            | 10                                         | 2                                          | 12                                         | 2                                          | –                                          | –                                          | –                                          | 2                                          | –                                          | –                                          | 8                                          | 6                                          | 10                                         | –                                          | 7                                          | 6                                          | 7                                          | –                                          | 6                                          | –                                          | –                                          | –                                          | 3                                          | 7                                          | –                                          | 8                                          | –                                          | 104                                        |
| Pays | Portugal                                   | –                                          | –                                          | –                                          | 5                                          | 3                                          | 8                                          | –                                          | –                                          | –                                          | –                                          | 5                                          | 3                                          | –                                          | –                                          |                                            | 1                                          | –                                          | –                                          | –                                          | –                                          | –                                          | –                                          | –                                          | –                                          | –                                          | 2                                          | –                                          | 6                                          | –                                          | –                                          | –                                          | –                                          | –                                          | 10                                         | –                                          | –                                          | –                                          | 43                                         |
| Pays | Suisse                                     | –                                          | 4                                          | –                                          | 6                                          | 6                                          | –                                          | –                                          | –                                          | 4                                          | 4                                          | 3                                          | 10                                         | –                                          | –                                          | 2                                          | –                                          | –                                          | –                                          | 2                                          | –                                          | –                                          | –                                          | 2                                          | 2                                          |                                            | –                                          | –                                          | –                                          | –                                          | 6                                          | –                                          | –                                          | 1                                          | 2                                          | 7                                          | –                                          | –                                          | 61                                         |
| Pays | Pologne                                    | 6                                          | –                                          | –                                          | –                                          | –                                          | –                                          | –                                          | –                                          | –                                          | –                                          | –                                          | –                                          | 2                                          | –                                          | –                                          | –                                          | –                                          | 1                                          |                                            | 1                                          | –                                          | –                                          | –                                          | –                                          | –                                          | –                                          | –                                          | –                                          | 2                                          | –                                          | –                                          | –                                          | –                                          | –                                          | –                                          | –                                          | –                                          | 12                                         |
| Pays | Serbie                                     | –                                          | 1                                          | –                                          | –                                          | –                                          | –                                          | –                                          | –                                          | –                                          | –                                          | –                                          | –                                          | –                                          | 3                                          | 4                                          | 4                                          | –                                          | –                                          | –                                          | –                                          | 1                                          |                                            | –                                          | –                                          | –                                          | –                                          | –                                          | –                                          | –                                          | –                                          | –                                          | –                                          | –                                          | 1                                          | –                                          | –                                          | –                                          | 14                                         |
| Pays | France                                     | –                                          | –                                          | –                                          | 3                                          | –                                          | –                                          | 5                                          | –                                          | –                                          | –                                          |                                            | 7                                          | 1                                          | –                                          | –                                          | –                                          | –                                          | 7                                          | –                                          | –                                          | –                                          | 4                                          | –                                          | –                                          | –                                          | –                                          | 6                                          | 5                                          | –                                          | 10                                         | –                                          | –                                          | –                                          | –                                          | –                                          | 6                                          | –                                          | 54                                         |
| Pays | Chypre                                     | –                                          | –                                          | 6                                          | –                                          | 5                                          | 4                                          | –                                          | –                                          | –                                          | 2                                          | –                                          | 1                                          | –                                          | –                                          | –                                          | –                                          | –                                          | 5                                          | 10                                         | 6                                          | –                                          | –                                          |                                            | 7                                          | –                                          | 3                                          | 5                                          | –                                          | 1                                          | 1                                          | 3                                          | –                                          | –                                          | 4                                          | 4                                          | 1                                          | –                                          | 68                                         |
| Pays | Espagne                                    | –                                          | –                                          | 8                                          | 7                                          | –                                          | 3                                          | –                                          | 2                                          | 7                                          | –                                          | –                                          | –                                          | 6                                          | 7                                          | 10                                         | 6                                          | 2                                          | 6                                          | –                                          | –                                          | 3                                          | 3                                          | 6                                          | 1                                          | 3                                          | 4                                          | –                                          |                                            | –                                          | –                                          | –                                          | 3                                          | 2                                          | –                                          | 1                                          | –                                          | 5                                          | 95                                         |
| Pays | Suède                                      | 12                                         | 8                                          | 10                                         | 12                                         | 12                                         | 12                                         | 12                                         | 4                                          | 10                                         | 10                                         | 6                                          | 12                                         | 8                                          | 12                                         | 5                                          | 10                                         | 12                                         | 10                                         | 7                                          | 10                                         | 7                                          | 5                                          | 12                                         | 10                                         | 6                                          | 7                                          | 12                                         | 12                                         | 12                                         |                                            | 4                                          | 10                                         | 7                                          | 6                                          | 12                                         | 12                                         | 12                                         | 340                                        |
| Pays | Albanie                                    | –                                          | –                                          | –                                          | –                                          | –                                          | 1                                          | –                                          | –                                          | 8                                          | –                                          | –                                          | –                                          | –                                          | –                                          | –                                          | –                                          | –                                          | –                                          | –                                          | 5                                          | –                                          | –                                          | –                                          | –                                          | –                                          | –                                          | –                                          | –                                          | –                                          | –                                          | –                                          | –                                          | –                                          | 3                                          |                                            | –                                          | –                                          | 17                                         |
| Pays | Italie                                     | 2                                          |                                            | 3                                          | –                                          | 10                                         | 10                                         | –                                          | 12                                         | 6                                          | 12                                         | 2                                          | 6                                          | 7                                          | 4                                          | –                                          | 12                                         | 5                                          | –                                          | 6                                          | 12                                         | –                                          | 2                                          | 5                                          | 6                                          | 8                                          | 1                                          | –                                          | 10                                         | –                                          | 7                                          | 8                                          | 4                                          | 12                                         | –                                          | 2                                          | –                                          | 2                                          | 176                                        |
| Pays | Estonie                                    | 5                                          | 6                                          | 12                                         | –                                          | –                                          | 7                                          | –                                          | 10                                         | 1                                          | –                                          | –                                          | –                                          | –                                          | 10                                         | 8                                          | 3                                          |                                            | –                                          | 8                                          | 8                                          | –                                          | –                                          | –                                          | –                                          | 10                                         | 8                                          | –                                          | 7                                          | 5                                          | 2                                          | 5                                          | 2                                          | 10                                         | –                                          | 8                                          | 5                                          | 6                                          | 146                                        |
| Pays | Finlande                                   | –                                          | –                                          | –                                          | 10                                         | 8                                          | –                                          | 8                                          | –                                          | 3                                          | 8                                          | 8                                          |                                            | 5                                          | –                                          | –                                          | 7                                          | 10                                         | 8                                          | –                                          | –                                          | 10                                         | 7                                          | 3                                          | 12                                         | –                                          | 5                                          | 8                                          | 1                                          | 8                                          | 12                                         | 1                                          | 5                                          | –                                          | –                                          | –                                          | 3                                          | –                                          | 150                                        |
| Pays | Tchéquie                                   | 7                                          | 7                                          | –                                          | 8                                          | –                                          | –                                          | 3                                          | –                                          | –                                          | 5                                          | 4                                          | 8                                          | 3                                          | 5                                          | 7                                          | –                                          | –                                          | –                                          | –                                          | –                                          | 6                                          | 1                                          | 1                                          | 4                                          | 12                                         | –                                          | –                                          | –                                          | 4                                          | 3                                          | –                                          |                                            | 6                                          | –                                          | –                                          | –                                          | –                                          | 94                                         |
| Pays | Australie                                  | 8                                          | –                                          | –                                          | –                                          | –                                          | 5                                          | 4                                          | 5                                          | 5                                          | –                                          | –                                          | –                                          | 4                                          | 8                                          | 12                                         | –                                          | 8                                          | –                                          | 4                                          | 3                                          | 12                                         | –                                          | 8                                          | 5                                          | 2                                          |                                            | 2                                          | –                                          | –                                          | –                                          | 2                                          | 7                                          | 4                                          | 5                                          | 3                                          | 4                                          | 10                                         | 130                                        |
| Pays | Belgique                                   | –                                          | 2                                          | 2                                          | 4                                          | –                                          | –                                          | 10                                         | 7                                          | –                                          | 3                                          | –                                          | 5                                          |                                            | –                                          | 6                                          | –                                          | 6                                          | –                                          | 5                                          | 2                                          | 5                                          | –                                          | –                                          | –                                          | –                                          | 12                                         | 3                                          | 4                                          | 3                                          | –                                          | 12                                         | –                                          | 5                                          | 12                                         | 5                                          | 7                                          | 7                                          | 127                                        |
| Pays | Arménie                                    | –                                          | 5                                          | 1                                          | –                                          | –                                          | 2                                          | 6                                          | –                                          | –                                          | 1                                          | 7                                          | –                                          | –                                          | –                                          | –                                          | –                                          | 3                                          |                                            | 1                                          | –                                          | –                                          | –                                          | 4                                          | –                                          | 5                                          | –                                          | –                                          | 3                                          | –                                          | –                                          | 10                                         | 8                                          | –                                          | –                                          | 10                                         | –                                          | 3                                          | 69                                         |
| Pays | Moldavie                                   | –                                          | –                                          | –                                          | –                                          | –                                          |                                            | –                                          | 3                                          | –                                          | –                                          | –                                          | –                                          | –                                          | –                                          | –                                          | 2                                          | –                                          | –                                          | –                                          | 7                                          | –                                          | –                                          | –                                          | 8                                          | –                                          | –                                          | –                                          | –                                          | –                                          | –                                          | –                                          | –                                          | –                                          | –                                          | –                                          | –                                          | –                                          | 20                                         |
| Pays | Ukraine                                    |                                            | 10                                         | 4                                          | –                                          | –                                          | 6                                          | –                                          | –                                          | 2                                          | –                                          | 1                                          | –                                          | –                                          | –                                          | –                                          | –                                          | 7                                          | 3                                          | –                                          | –                                          | –                                          | –                                          | –                                          | –                                          | –                                          | –                                          | –                                          | –                                          | 7                                          | –                                          | –                                          | 12                                         | –                                          | –                                          | –                                          | 2                                          | –                                          | 54                                         |
| Pays | Norvège                                    | –                                          | –                                          | –                                          | –                                          | 2                                          | –                                          | –                                          | 1                                          | –                                          | –                                          | –                                          | –                                          | –                                          | 6                                          | 1                                          | –                                          | –                                          | 4                                          | –                                          | –                                          | 4                                          | –                                          | –                                          |                                            | 4                                          | –                                          | 10                                         | 2                                          | 10                                         | 8                                          | –                                          | –                                          | –                                          | –                                          | –                                          | –                                          | –                                          | 52                                         |
| Pays | Allemagne                                  | –                                          | –                                          | –                                          | –                                          | –                                          | –                                          | –                                          | –                                          | –                                          | –                                          | –                                          | –                                          | –                                          |                                            | –                                          | –                                          | –                                          | –                                          | –                                          | –                                          | 2                                          | –                                          | –                                          | –                                          | –                                          | –                                          | –                                          | –                                          | –                                          | –                                          | –                                          | 1                                          | –                                          | –                                          | –                                          | –                                          | –                                          | 3                                          |
| Pays | Lituanie                                   | 10                                         | 3                                          | 7                                          | –                                          | 4                                          | –                                          | 1                                          | 8                                          | –                                          | 7                                          | –                                          | –                                          | –                                          | 1                                          | –                                          | –                                          | 1                                          | –                                          | 3                                          | –                                          | –                                          | –                                          | –                                          | –                                          | –                                          | 10                                         | 4                                          | –                                          | –                                          | –                                          | 6                                          | –                                          | 8                                          | –                                          | –                                          |                                            | 8                                          | 81                                         |
| Pays | Israël                                     | 1                                          | 12                                         | 5                                          | 2                                          | 7                                          | –                                          | 7                                          | –                                          | 12                                         | –                                          | 12                                         | –                                          | 10                                         | –                                          | –                                          | 8                                          | 4                                          | 12                                         | 12                                         | 4                                          | –                                          | 10                                         | 7                                          | 3                                          | 1                                          | –                                          | –                                          | 8                                          |                                            | 5                                          | 7                                          | –                                          | –                                          | 8                                          | 6                                          | 10                                         | 4                                          | 177                                        |
| Pays | Slovénie                                   | 3                                          | –                                          | –                                          | –                                          | –                                          | –                                          | –                                          | –                                          | –                                          | 6                                          | –                                          | –                                          | –                                          | –                                          | –                                          | 5                                          | –                                          | –                                          | –                                          | –                                          | –                                          | 12                                         | –                                          | –                                          | –                                          | –                                          | –                                          | –                                          | –                                          | –                                          | –                                          | 6                                          |                                            | –                                          | –                                          | –                                          | 1                                          | 33                                         |
| Pays | Croatie                                    | –                                          | –                                          | –                                          | –                                          | –                                          | –                                          | –                                          | –                                          | –                                          | –                                          | –                                          | –                                          | –                                          | –                                          | 3                                          |                                            | –                                          | –                                          | –                                          | –                                          | –                                          | 8                                          | –                                          | –                                          | –                                          | –                                          | –                                          | –                                          | –                                          | –                                          | –                                          | –                                          | –                                          | –                                          | –                                          | –                                          | –                                          | 11                                         |
| Pays | Royaume-Uni                                | 4                                          | –                                          | –                                          | –                                          | –                                          | –                                          | 2                                          | –                                          | –                                          | –                                          | –                                          | 4                                          | –                                          | –                                          | –                                          | –                                          | –                                          | –                                          | –                                          | –                                          | –                                          | –                                          | –                                          | –                                          | –                                          | –                                          | 1                                          | –                                          | –                                          | 4                                          | –                                          | –                                          | –                                          | –                                          | –                                          | –                                          |                                            | 15                                         |
| Le tableau non trié suit verticalement l'ordre de passage des pays participants et horizontalement l'ordre de vote. |                                            |                                            |                                            |                                            |                                            |                                            |                                            |                                            |                                            |                                            |                                            |                                            |                                            |                                            |                                            |                                            |                                            |                                            |                                            |                                            |                                            |                                            |                                            |                                            |                                            |                                            |                                            |                                            |                                            |                                            |                                            |                                            |                                            |                                            |                                            |                                            |                                            |                                            |                                            |

| Détail du télévote lors de la finale                                                                                | Détail du télévote lors de la finale | Détail du télévote lors de la finale | Détail du télévote lors de la finale | Détail du télévote lors de la finale | Détail du télévote lors de la finale | Détail du télévote lors de la finale | Détail du télévote lors de la finale | Détail du télévote lors de la finale | Détail du télévote lors de la finale | Détail du télévote lors de la finale | Détail du télévote lors de la finale | Détail du télévote lors de la finale | Détail du télévote lors de la finale | Détail du télévote lors de la finale | Détail du télévote lors de la finale | Détail du télévote lors de la finale | Détail du télévote lors de la finale | Détail du télévote lors de la finale | Détail du télévote lors de la finale | Détail du télévote lors de la finale | Détail du télévote lors de la finale | Détail du télévote lors de la finale | Détail du télévote lors de la finale | Détail du télévote lors de la finale | Détail du télévote lors de la finale | Détail du télévote lors de la finale | Détail du télévote lors de la finale | Détail du télévote lors de la finale | Détail du télévote lors de la finale | Détail du télévote lors de la finale | Détail du télévote lors de la finale | Détail du télévote lors de la finale | Détail du télévote lors de la finale | Détail du télévote lors de la finale | Détail du télévote lors de la finale | Détail du télévote lors de la finale | Détail du télévote lors de la finale | Détail du télévote lors de la finale | Détail du télévote lors de la finale | Détail du télévote lors de la finale |
| |                                      | Points attribués                     | Points attribués                     | Points attribués                     | Points attribués                     | Points attribués                     | Points attribués                     | Points attribués                     | Points attribués                     | Points attribués                     | Points attribués                     | Points attribués                     | Points attribués                     | Points attribués                     | Points attribués                     | Points attribués                     | Points attribués                     | Points attribués                     | Points attribués                     | Points attribués                     | Points attribués                     | Points attribués                     | Points attribués                     | Points attribués                     | Points attribués                     | Points attribués                     | Points attribués                     | Points attribués                     | Points attribués                     | Points attribués                     | Points attribués                     | Points attribués                     | Points attribués                     | Points attribués                     | Points attribués                     | Points attribués                     | Points attribués                     | Points attribués                     | Points attribués                     | Points attribués                     |
| --- | ------------------------------------ | ------------------------------------ | ------------------------------------ | ------------------------------------ | ------------------------------------ | ------------------------------------ | ------------------------------------ | ------------------------------------ | ------------------------------------ | ------------------------------------ | ------------------------------------ | ------------------------------------ | ------------------------------------ | ------------------------------------ | ------------------------------------ | ------------------------------------ | ------------------------------------ | ------------------------------------ | ------------------------------------ | ------------------------------------ | ------------------------------------ | ------------------------------------ | ------------------------------------ | ------------------------------------ | ------------------------------------ | ------------------------------------ | ------------------------------------ | ------------------------------------ | ------------------------------------ | ------------------------------------ | ------------------------------------ | ------------------------------------ | ------------------------------------ | ------------------------------------ | ------------------------------------ | ------------------------------------ | ------------------------------------ | ------------------------------------ | ------------------------------------ | ------------------------------------ |
| Drapeau de l'Ukraine                                                                                                | Drapeau de l'Italie                  | Drapeau de la Lettonie               | Drapeau des Pays-Bas                 | Drapeau de Malte                     | Drapeau de la Moldavie               | Drapeau de l'Irlande                 | Drapeau de Saint-Marin               | Drapeau de l'Azerbaïdjan             | Drapeau de l'Autriche                | Drapeau de la France                 | Drapeau de la Finlande               | Drapeau de la Belgique               | Drapeau de l'Allemagne               | Drapeau du Portugal                  | Drapeau de la Croatie                | Drapeau de l'Estonie                 | Drapeau de l'Arménie                 | Drapeau de la Pologne                | Drapeau de la Roumanie               | Drapeau de l'Islande                 | Drapeau de la Serbie                 | Drapeau de Chypre                    | Drapeau de la Norvège                | Drapeau de la Suisse                 | Drapeau de l'Australie               | Drapeau du Danemark                  | Drapeau de l'Espagne                 | Drapeau d’Israël                     | Drapeau de la Suède                  | Drapeau de la Géorgie                | Drapeau de la Tchéquie               | Drapeau de la Slovénie               | Drapeau de la Grèce                  | Drapeau de l'Albanie                 | Drapeau de la Lituanie               | Drapeau du Royaume-Uni               | RdM                                  | Total                                |                                      |                                      |
| Pays | Autriche                             | –                                    | –                                    | –                                    | 4                                    | –                                    | –                                    | –                                    | –                                    | –                                    |                                      | –                                    | 2                                    | –                                    | –                                    | –                                    | –                                    | –                                    | –                                    | –                                    | –                                    | –                                    | 3                                    | –                                    | –                                    | –                                    | 7                                    | –                                    | –                                    | –                                    | –                                    | –                                    | –                                    | –                                    | –                                    | –                                    | –                                    | –                                    | –                                    | 16                                   |
| Pays | Portugal                             | –                                    | –                                    | –                                    | –                                    | –                                    | –                                    | –                                    | –                                    | –                                    | –                                    | 5                                    | –                                    | –                                    | –                                    |                                      | –                                    | –                                    | –                                    | –                                    | –                                    | –                                    | –                                    | –                                    | –                                    | 7                                    | –                                    | –                                    | 4                                    | –                                    | –                                    | –                                    | –                                    | –                                    | –                                    | –                                    | –                                    | –                                    | –                                    | 16                                   |
| Pays | Suisse                               | –                                    | 1                                    | –                                    | –                                    | –                                    | –                                    | –                                    | –                                    | 1                                    | 2                                    | –                                    | 1                                    | –                                    | 3                                    | –                                    | –                                    | 4                                    | 2                                    | –                                    | –                                    | –                                    | –                                    | –                                    | 5                                    |                                      | –                                    | 4                                    | –                                    | –                                    | 8                                    | –                                    | –                                    | –                                    | –                                    | –                                    | –                                    | –                                    | –                                    | 31                                   |
| Pays | Pologne                              | 12                                   | –                                    | –                                    | 2                                    | –                                    | 4                                    | 8                                    | 1                                    | –                                    | –                                    | –                                    | –                                    | 4                                    | 4                                    | –                                    | –                                    | 3                                    | 5                                    |                                      | –                                    | 7                                    | –                                    | 2                                    | 6                                    | –                                    | –                                    | 5                                    | –                                    | –                                    | –                                    | –                                    | –                                    | 1                                    | –                                    | 1                                    | 8                                    | 8                                    | –                                    | 81                                   |
| Pays | Serbie                               | –                                    | –                                    | –                                    | –                                    | 2                                    | –                                    | –                                    | –                                    | –                                    | –                                    | –                                    | –                                    | –                                    | –                                    | –                                    | 7                                    | –                                    | –                                    | –                                    | –                                    | –                                    |                                      | –                                    | –                                    | 1                                    | –                                    | –                                    | –                                    | –                                    | –                                    | –                                    | –                                    | 6                                    | –                                    | –                                    | –                                    | –                                    | –                                    | 16                                   |
| Pays | France                               | –                                    | –                                    | –                                    | –                                    | 1                                    | –                                    | –                                    | –                                    | –                                    | –                                    |                                      | –                                    | 2                                    | –                                    | 2                                    | –                                    | –                                    | 10                                   | –                                    | 3                                    | 4                                    | 1                                    | 3                                    | 8                                    | –                                    | 2                                    | –                                    | –                                    | 1                                    | 2                                    | –                                    | –                                    | 3                                    | 3                                    | 3                                    | 1                                    | –                                    | 1                                    | 50                                   |
| Pays | Chypre                               | –                                    | –                                    | –                                    | –                                    | –                                    | 3                                    | –                                    | 5                                    | 6                                    | –                                    | –                                    | –                                    | –                                    | –                                    | –                                    | –                                    | –                                    | 8                                    | 4                                    | 1                                    | –                                    | –                                    |                                      | 2                                    | –                                    | 8                                    | 2                                    | –                                    | –                                    | –                                    | –                                    | –                                    | –                                    | 12                                   | 7                                    | –                                    | –                                    | –                                    | 58                                   |
| Pays | Espagne                              | –                                    | –                                    | –                                    | –                                    | –                                    | –                                    | –                                    | –                                    | –                                    | –                                    | –                                    | –                                    | –                                    | –                                    | 3                                    | –                                    | –                                    | –                                    | –                                    | –                                    | –                                    | –                                    | –                                    | –                                    | –                                    | –                                    | –                                    |                                      | –                                    | –                                    | –                                    | –                                    | –                                    | –                                    | –                                    | –                                    | –                                    | 2                                    | 5                                    |
| Pays | Suède                                | 3                                    | 3                                    | 8                                    | 8                                    | 10                                   | 8                                    | 6                                    | 8                                    | 10                                   | 4                                    | 3                                    | –                                    | 10                                   | 1                                    | 7                                    | 2                                    | 10                                   | 7                                    | 7                                    | 8                                    | 10                                   | 6                                    | 8                                    | 10                                   | 5                                    | 10                                   | 8                                    | 5                                    | 4                                    |                                      | 7                                    | 6                                    | 4                                    | 8                                    | 10                                   | 7                                    | 5                                    | 7                                    | 243                                  |
| Pays | Albanie                              | –                                    | 7                                    | –                                    | –                                    | 3                                    | –                                    | –                                    | –                                    | –                                    | 3                                    | –                                    | –                                    | 3                                    | 8                                    | –                                    | 6                                    | –                                    | –                                    | –                                    | –                                    | –                                    | –                                    | –                                    | –                                    | 12                                   | –                                    | –                                    | –                                    | –                                    | –                                    | –                                    | –                                    | 7                                    | 4                                    |                                      | –                                    | –                                    | 6                                    | 59                                   |
| Pays | Italie                               | –                                    |                                      | –                                    | 3                                    | 12                                   | 5                                    | –                                    | 7                                    | 4                                    | 8                                    | 7                                    | –                                    | 7                                    | 10                                   | 6                                    | 8                                    | 2                                    | 3                                    | –                                    | 7                                    | 1                                    | 2                                    | 6                                    | 7                                    | 10                                   | –                                    | 3                                    | 6                                    | 7                                    | 6                                    | 5                                    | 1                                    | 8                                    | 5                                    | 12                                   | 6                                    | –                                    | –                                    | 174                                  |
| Pays | Estonie                              | –                                    | –                                    | 6                                    | 5                                    | –                                    | –                                    | –                                    | –                                    | –                                    | –                                    | –                                    | 6                                    | –                                    | –                                    | –                                    | –                                    |                                      | –                                    | –                                    | –                                    | –                                    | –                                    | –                                    | –                                    | –                                    | –                                    | –                                    | –                                    | –                                    | –                                    | –                                    | –                                    | –                                    | –                                    | –                                    | 5                                    | –                                    | –                                    | 22                                   |
| Pays | Finlande                             | 10                                   | 6                                    | 12                                   | 12                                   | 8                                    | 7                                    | 12                                   | 12                                   | 8                                    | 12                                   | 6                                    |                                      | 12                                   | 12                                   | 10                                   | 10                                   | 12                                   | 6                                    | 10                                   | 10                                   | 12                                   | 12                                   | 7                                    | 12                                   | 8                                    | 12                                   | 12                                   | 12                                   | 12                                   | 12                                   | 8                                    | 10                                   | 10                                   | 10                                   | 6                                    | 12                                   | 12                                   | 10                                   | 376                                  |
| Pays | Tchéquie                             | 2                                    | 2                                    | 1                                    | –                                    | –                                    | 1                                    | –                                    | –                                    | 3                                    | –                                    | –                                    | 10                                   | –                                    | –                                    | –                                    | 3                                    | –                                    | –                                    | 3                                    | –                                    | –                                    | 4                                    | –                                    | –                                    | –                                    | –                                    | –                                    | –                                    | 2                                    | 3                                    | –                                    |                                      | –                                    | 1                                    | –                                    | –                                    | –                                    | –                                    | 35                                   |
| Pays | Australie                            | –                                    | –                                    | –                                    | 1                                    | –                                    | –                                    | –                                    | –                                    | –                                    | –                                    | –                                    | 8                                    | –                                    | –                                    | –                                    | –                                    | 6                                    | –                                    | –                                    | –                                    | 3                                    | –                                    | –                                    | –                                    | –                                    |                                      | –                                    | –                                    | –                                    | 1                                    | –                                    | –                                    | –                                    | –                                    | –                                    | –                                    | 2                                    | –                                    | 21                                   |
| Pays | Belgique                             | –                                    | –                                    | –                                    | 10                                   | –                                    | –                                    | 3                                    | –                                    | –                                    | –                                    | 2                                    | –                                    |                                      | 2                                    | 1                                    | –                                    | –                                    | –                                    | –                                    | –                                    | 6                                    | –                                    | –                                    | 4                                    | –                                    | 3                                    | 6                                    | 3                                    | –                                    | 7                                    | –                                    | –                                    | 2                                    | –                                    | –                                    | –                                    | 6                                    | –                                    | 55                                   |
| Pays | Arménie                              | –                                    | –                                    | –                                    | –                                    | –                                    | 2                                    | –                                    | –                                    | –                                    | –                                    | 12                                   | –                                    | 6                                    | –                                    | –                                    | –                                    | –                                    |                                      | –                                    | –                                    | –                                    | –                                    | 4                                    | –                                    | –                                    | –                                    | –                                    | 2                                    | 3                                    | –                                    | 12                                   | 2                                    | –                                    | 2                                    | –                                    | –                                    | –                                    | 8                                    | 53                                   |
| Pays | Moldavie                             | 6                                    | 12                                   | –                                    | –                                    | –                                    |                                      | 4                                    | 3                                    | –                                    | –                                    | 8                                    | 3                                    | –                                    | –                                    | 8                                    | 1                                    | –                                    | –                                    | –                                    | 12                                   | –                                    | –                                    | 1                                    | –                                    | –                                    | –                                    | 1                                    | 1                                    | 5                                    | –                                    | 3                                    | 5                                    | –                                    | –                                    | –                                    | 2                                    | 1                                    | –                                    | 76                                   |
| Pays | Ukraine                              |                                      | 8                                    | 7                                    | –                                    | 5                                    | 12                                   | 7                                    | 6                                    | 7                                    | 5                                    | 4                                    | –                                    | 1                                    | 7                                    | 12                                   | –                                    | 8                                    | 1                                    | 12                                   | 4                                    | 2                                    | –                                    | 10                                   | 1                                    | –                                    | –                                    | 7                                    | 10                                   | 8                                    | 4                                    | 10                                   | 12                                   | –                                    | –                                    | –                                    | 10                                   | 4                                    | 5                                    | 189                                  |
| Pays | Norvège                              | 7                                    | 10                                   | 3                                    | 7                                    | 7                                    | 6                                    | 5                                    | 4                                    | 2                                    | 7                                    | 1                                    | 12                                   | 8                                    | 5                                    | 4                                    | 5                                    | 7                                    | 4                                    | 8                                    | 5                                    | 8                                    | 5                                    | 5                                    |                                      | 2                                    | 6                                    | 10                                   | 8                                    | 10                                   | 10                                   | 2                                    | 7                                    | 5                                    | 6                                    | 4                                    | –                                    | 7                                    | 4                                    | 216                                  |
| Pays | Allemagne                            | –                                    | –                                    | –                                    | –                                    | –                                    | –                                    | –                                    | –                                    | –                                    | 6                                    | –                                    | 5                                    | –                                    |                                      | –                                    | –                                    | –                                    | –                                    | –                                    | –                                    | –                                    | –                                    | –                                    | –                                    | 4                                    | –                                    | –                                    | –                                    | –                                    | –                                    | –                                    | –                                    | –                                    | –                                    | –                                    | –                                    | –                                    | –                                    | 15                                   |
| Pays | Lituanie                             | 4                                    | –                                    | 10                                   | –                                    | –                                    | –                                    | 10                                   | 2                                    | –                                    | –                                    | –                                    | –                                    | –                                    | –                                    | –                                    | –                                    | 5                                    | –                                    | 1                                    | –                                    | –                                    | –                                    | –                                    | –                                    | –                                    | –                                    | –                                    | –                                    | –                                    | –                                    | 4                                    | –                                    | –                                    | –                                    | –                                    |                                      | 10                                   | –                                    | 46                                   |
| Pays | Israël                               | 1                                    | 5                                    | 5                                    | 6                                    | 6                                    | 10                                   | 1                                    | 10                                   | 12                                   | 1                                    | 10                                   | –                                    | 5                                    | –                                    | 5                                    | 4                                    | –                                    | 12                                   | 5                                    | 6                                    | –                                    | 7                                    | 12                                   | 3                                    | 3                                    | 5                                    | –                                    | 7                                    |                                      | –                                    | 6                                    | 8                                    | –                                    | 7                                    | 5                                    | 3                                    | 3                                    | 12                                   | 185                                  |
| Pays | Slovénie                             | –                                    | –                                    | 2                                    | –                                    | –                                    | –                                    | –                                    | –                                    | 5                                    | –                                    | –                                    | 7                                    | –                                    | –                                    | –                                    | 12                                   | 1                                    | –                                    | 2                                    | 2                                    | –                                    | 8                                    | –                                    | –                                    | –                                    | 1                                    | –                                    | –                                    | –                                    | –                                    | –                                    | 3                                    |                                      | –                                    | 2                                    | –                                    | –                                    | –                                    | 45                                   |
| Pays | Croatie                              | 8                                    | 4                                    | 4                                    | –                                    | –                                    | –                                    | 2                                    | –                                    | –                                    | 10                                   | –                                    | 4                                    | –                                    | 6                                    | –                                    |                                      | –                                    | –                                    | 6                                    | –                                    | 5                                    | 10                                   | –                                    | –                                    | 6                                    | 4                                    | –                                    | –                                    | 6                                    | 5                                    | 1                                    | 4                                    | 12                                   | –                                    | 8                                    | 4                                    | –                                    | 3                                    | 112                                  |
| Pays | Royaume-Uni                          | 5                                    | –                                    | –                                    | –                                    | 4                                    | –                                    | –                                    | –                                    | –                                    | –                                    | –                                    | –                                    | –                                    | –                                    | –                                    | –                                    | –                                    | –                                    | –                                    | –                                    | –                                    | –                                    | –                                    | –                                    | –                                    | –                                    | –                                    | –                                    | –                                    | –                                    | –                                    | –                                    | –                                    | –                                    | –                                    | –                                    |                                      | –                                    | 9                                    |
| Le tableau non trié suit verticalement l'ordre de passage des pays participants et horizontalement l'ordre de vote. |                                      |                                      |                                      |                                      |                                      |                                      |                                      |                                      |                                      |                                      |                                      |                                      |                                      |                                      |                                      |                                      |                                      |                                      |                                      |                                      |                                      |                                      |                                      |                                      |                                      |                                      |                                      |                                      |                                      |                                      |                                      |                                      |                                      |                                      |                                      |                                      |                                      |                                      |                                      |                                      |

| Finale                                                             | Jurys | Jurys  | Télévote | Télévote | Total | Total  |
| Finale                                                             | Place | Points | Place    | Points   | Place | Points |
| ------------------------------------------------------------------ | ----- | ------ | -------- | -------- | ----- | ------ |
| Autriche                                                           | 8e    | 104    | 23e      | 16       | 15e   | 120    |
| Portugal                                                           | 18e   | 43     | 22e      | 16       | 23e   | 59     |
| Suisse                                                             | 14e   | 61     | 18e      | 31       | 20e   | 92     |
| Pologne                                                            | 24e   | 12     | 8e       | 81       | 19e   | 93     |
| Serbie                                                             | 23e   | 14     | 21e      | 16       | 24e   | 30     |
| France                                                             | 16e   | 54     | 14e      | 50       | 16e   | 104    |
| Chypre                                                             | 13e   | 68     | 11e      | 58       | 12e   | 126    |
| Espagne                                                            | 9e    | 95     | 26e      | 5        | 17e   | 100    |
| Suède                                                              | 1re   | 340    | 2e       | 243      | 1re   | 583    |
| Albanie                                                            | 21e   | 17     | 10e      | 59       | 22e   | 76     |
| Italie                                                             | 3e    | 176    | 6e       | 174      | 4e    | 350    |
| Estonie                                                            | 5e    | 146    | 19e      | 22       | 8e    | 168    |
| Finlande                                                           | 4e    | 150    | 1re      | 376      | 2e    | 526    |
| Tchéquie                                                           | 10e   | 94     | 17e      | 35       | 10e   | 129    |
| Australie                                                          | 6e    | 130    | 20e      | 21       | 9e    | 151    |
| Belgique                                                           | 7e    | 127    | 12e      | 55       | 7e    | 182    |
| Arménie                                                            | 12e   | 69     | 13e      | 53       | 14e   | 122    |
| Moldavie                                                           | 20e   | 20     | 9e       | 76       | 18e   | 96     |
| Ukraine                                                            | 15e   | 54     | 4e       | 189      | 6e    | 243    |
| Norvège                                                            | 17e   | 52     | 3e       | 216      | 5e    | 268    |
| Allemagne                                                          | 26e   | 3      | 24e      | 15       | 26e   | 18     |
| Lituanie                                                           | 11e   | 81     | 15e      | 46       | 11e   | 127    |
| Israël                                                             | 2e    | 177    | 5e       | 185      | 3e    | 362    |
| Slovénie                                                           | 19e   | 33     | 16e      | 45       | 21e   | 78     |
| Croatie                                                            | 25e   | 11     | 7e       | 112      | 13e   | 123    |
| Royaume-Uni                                                        | 22e   | 15     | 25e      | 9        | 25e   | 24     |
| Le tableau non trié suit l'ordre de passage des pays participants. |       |        |          |          |       |        |

### Prix Marcel-Bezençon
Les prix Marcel-Bezençon sont remis pour la première fois durant le Concours Eurovision de la chanson 2002 à Tallinn en Estonie pour honorer les meilleures chansons en compétition lors de la finale. Fondés par Christer Björkman (représentant de la Suède lors de l'Eurovision 1992 et producteur des éditions 2013 et 2016) et Richard Herrey (membre des Herreys et vainqueur suédois en 1984), les prix portent le nom du créateur de la compétition annuelle, Marcel Bezençon. Remis tous les ans, ils sont répartis en trois catégories : le prix de la presse attribué par les médias accrédités à la meilleure chanson, le prix de la meilleure performance artistique attribué au meilleur artiste par les commentateurs du concours et, enfin, le prix de la meilleure composition attribué par les auteurs-compositeurs participants aux meilleurs compositeurs de la soirée. En 2023, les candidats récompensés sont, :
| Catégories                                  | Pays   | Interprète(s) | Chanson  | Compositeurs                                                                              |
| ------------------------------------------- | ------ | ------------- | -------- | ----------------------------------------------------------------------------------------- |
| Prix de la presse                           | Suède  | Loreen        | Tattoo   | Loreen, Peter Boström, Cazzi Opeia, Jimmy "Joker" Thörnfeldt, Thomas G:son, Jimmy Jansson |
| Prix de la meilleure performance artistique | Suède  | Loreen        | Tattoo   | Loreen, Peter Boström, Cazzi Opeia, Jimmy "Joker" Thörnfeldt, Thomas G:son, Jimmy Jansson |
| Prix de la meilleure composition            | Italie | Marco Mengoni | Due vite | E.D.D, Davide Simonetta                                                                   |

## Retransmission du Concours
L'Eurovision est diffusé dans l'intégralité des pays participants. De plus, plusieurs pays non-participants l'ont également retransmis. Il est également diffusé en direct sur les plateformes YouTube et TikTok. Les tableaux suivants récapitulent les différents diffuseurs, à la fois dans les pays participants et non participants.

### Dans les pays participants
| Pays        | Diffuseur et commentateur(s)                                                                                        | Diffuseur et commentateur(s)                    | Diffuseur et commentateur(s)                               | Porte-parole           | Réf.    |
| Pays        | Première demi-finale                                                                                                | Deuxième demi-finale                            | Finale                                                     | Porte-parole           | Réf.    |
| ----------- | --- | ----------------------------------------------- | ---------------------------------------------------------- | ---------------------- | ------- |
| Albanie     | RTSH 1 | RTSH 1                                          | RTSH 1                                                     | Andri Xhahu            | [ 149 ] |
| Albanie     | Andri Xhahu |                                                 |                                                            | Andri Xhahu            | [ 149 ] |
| Allemagne   | One | One                                             | Das Erste, One, DW Deutsch                                 | Elton                  | ,       |
| Allemagne   | Peter Urban |                                                 |                                                            | Elton                  | ,       |
| Arménie     | Arménie 1 | Arménie 1                                       | Arménie 1                                                  | Malena                 |         |
| Arménie     | Hrachuhi Utmazyan et Hamlet Arakelyan                                                                               |                                                 |                                                            | Malena                 |         |
| Australie   | SBS | SBS                                             | SBS                                                        | Catherine Martin       | [ 153 ] |
| Australie   | Myf Warhurst et Joel Creasey                                                                                        |                                                 |                                                            | Catherine Martin       | [ 153 ] |
| Autriche    | ORF 1 | ORF 1                                           | ORF 1                                                      | Philipp Hansa          | [ 154 ] |
| Autriche    | Andi Knoll |                                                 |                                                            | Philipp Hansa          | [ 154 ] |
| Autriche    | Non-diffusées | Non-diffusées                                   | FM4                                                        | Philipp Hansa          | [ 155 ] |
| Autriche    | Non-diffusées | Non-diffusées                                   | Jan Böhmermann et Olli Schulz                              | Philipp Hansa          | [ 155 ] |
| Azerbaïdjan | İTV | İTV                                             | İTV                                                        | Narmin Salmanova       | [ 156 ] |
| Azerbaïdjan | Azər Süleymanlı |                                                 |                                                            | Narmin Salmanova       | [ 156 ] |
| Belgique    | (nl) VRT 1 | (nl) VRT 1                                      | (nl) VRT 1                                                 | Bart Cannaerts         | [ 157 ] |
| Belgique    | Peter van de Veire                                                                                                  |                                                 |                                                            | Bart Cannaerts         | [ 157 ] |
| Belgique    | (fr) Tipik, VivaCité                                                                                                | (fr) La Une, VivaCité                           | (fr) La Une, VivaCité                                      | Bart Cannaerts         | [ 158 ] |
| Belgique    | Jean-Louis Lahaye et Maureen Louys                                                                                  |                                                 |                                                            | Bart Cannaerts         | [ 158 ] |
| Chypre      | RIK 1 | RIK 1                                           | RIK 1                                                      | Loukas Hamatsos        | [ 159 ] |
| Chypre      | Melina Karageorgiou et Alexandros Taramoundas                                                                       |                                                 |                                                            | Loukas Hamatsos        | [ 159 ] |
| Croatie     | HRT 1 | HRT 1                                           | HRT 1                                                      | Maja Ciglenečki        | [ 160 ] |
| Croatie     | Duško Ćurlić |                                                 |                                                            | Maja Ciglenečki        | [ 160 ] |
| Danemark    | DR1, DRTV | DR1, DRTV                                       | DR1, DRTV                                                  | Tina Müller            | [ 161 ] |
| Danemark    | Nicolai Molbech |                                                 |                                                            | Tina Müller            | [ 161 ] |
| Espagne     | La 1 | La 1                                            | La 1                                                       | Ruth Lorenzo           | [ 162 ] |
| Espagne     | Tony Aguilar et Julia Varela                                                                                        |                                                 |                                                            | Ruth Lorenzo           | [ 162 ] |
| Estonie     | (et) ETV | (et) ETV                                        | (et) ETV                                                   | Ragnar Klavan          | [ 163 ] |
| Estonie     | Marko Reikop |                                                 |                                                            | Ragnar Klavan          | [ 163 ] |
| Estonie     | (ru) ETV+ |                                                 |                                                            | Ragnar Klavan          | [ 163 ] |
| Estonie     | Aleksandr Hobotov et Julia Kalenda                                                                                  |                                                 |                                                            | Ragnar Klavan          | [ 163 ] |
| Finlande    | Yle TV1 | Yle TV1                                         | Yle TV1                                                    | Bess                   | [ 164 ] |
| Finlande    | (fi) Mikko Silvennoinen                                                                                             |                                                 |                                                            | Bess                   | [ 164 ] |
| Finlande    | Yle Areena |                                                 |                                                            | Bess                   | [ 164 ] |
| Finlande    | (sv) Eva Frantz et Johan Lindroos (smn) Heli Huovinen (se) Aslak Paltto (ru) Levan Tvaltvadze (uk) Galyna Sergeyeva |                                                 |                                                            | Bess                   | [ 164 ] |
| France      | France 4 | France 4                                        | France 2                                                   | Anggun                 | [ 165 ] |
| France      | Anggun et André Manoukian                                                                                           | Anggun et André Manoukian                       | Stéphane Bern et Laurence Boccolini                        | Anggun                 | [ 165 ] |
| Géorgie     | Première Chaîne | Première Chaîne                                 | Première Chaîne                                            | Iago Waitman           | [ 166 ] |
| Géorgie     | Nika Lobiladze |                                                 |                                                            | Iago Waitman           | [ 166 ] |
| Grèce       | ERT1 | ERT1                                            | ERT1                                                       | Fotis Sergoulopoulos   | [ 167 ] |
| Grèce       | Maria Kozakou et Jenny Melita                                                                                       |                                                 |                                                            | Fotis Sergoulopoulos   | [ 167 ] |
| Irlande     | RTÉ One | RTÉ Two                                         | RTÉ One                                                    | Niamh Kavanagh         | [ 168 ] |
| Irlande     | Marty Whelan |                                                 |                                                            | Niamh Kavanagh         | [ 168 ] |
| Irlande     | RTÉ 2fm | Non-diffusée                                    | RTÉ 2fm                                                    | Niamh Kavanagh         | [ 168 ] |
| Irlande     | Neil Doherty et Zbyszek Zalinski                                                                                    | Non-diffusée                                    | Neil Doherty et Zbyszek Zalinski                           | Niamh Kavanagh         | [ 168 ] |
| Islande     | (is) RÚV | (is) RÚV                                        | (is) RÚV                                                   | Einar Hrafn Stefánsson | [ 169 ] |
| Islande     | Gísli Marteinn Baldursson                                                                                           |                                                 |                                                            | Einar Hrafn Stefánsson | [ 169 ] |
| Islande     | (icl) RÚV 2 |                                                 |                                                            | Einar Hrafn Stefánsson | [ 169 ] |
| Islande     | Diffusion en langue des signes                                                                                      |                                                 |                                                            | Einar Hrafn Stefánsson | [ 169 ] |
| Israël      | Kan 11 | Kan 11                                          | Kan 11                                                     | Ilanit                 | ,       |
| Israël      | Asaf Liberman et Akiva Novick                                                                                       | Asaf Liberman et Akiva Novick                   | Asaf Liberman, Akiva Novick et Doron Medalie               | Ilanit                 | ,       |
| Italie      | Rai 2 | Rai 2                                           | Rai 1                                                      | Kaze                   | [ 172 ] |
| Italie      | Gabriele Corsi, Mara Maionchi                                                                                       |                                                 |                                                            | Kaze                   | [ 172 ] |
| Italie      | Rai Radio 2 |                                                 |                                                            | Kaze                   | [ 172 ] |
| Italie      | Mariolina Simone, Diletta Parlangeli et Saverio Raimondo                                                            |                                                 |                                                            | Kaze                   | [ 172 ] |
| Lettonie    | LTV1 | LTV1                                            | LTV1                                                       | Jānis Pētersons        | ,       |
| Lettonie    | Toms Grēviņš | Toms Grēviņš                                    | Toms Grēviņš et Lauris Reiniks                             | Jānis Pētersons        | ,       |
| Lituanie    | LRT televizija, LRT Radijas                                                                                         | LRT televizija, LRT Radijas                     | LRT televizija, LRT Radijas                                | Monika Liu             | [ 175 ] |
| Lituanie    | Ramūnas Zilnys |                                                 |                                                            | Monika Liu             | [ 175 ] |
| Malte       | TVM | TVM                                             | TVM                                                        | Ryan Hili              | [ 176 ] |
| Malte       | Pas de commentaire                                                                                                  |                                                 |                                                            | Ryan Hili              | [ 176 ] |
| Moldavie    | Moldova 1, Radio Moldova, Radio Moldova Muzical                                                                     | Moldova 1, Radio Moldova, Radio Moldova Muzical | Moldova 1, Radio Moldova, Radio Moldova Muzical            | Doina Stimpovschi      | [ 177 ] |
| Moldavie    | Ion Jalbă |                                                 |                                                            | Doina Stimpovschi      | [ 177 ] |
| Norvège     | NRK1 | NRK1                                            | NRK1                                                       | Ben Adams              | [ 178 ] |
| Norvège     | Marte Stokstad |                                                 |                                                            | Ben Adams              | [ 178 ] |
| Norvège     | Non-diffusées | Non-diffusées                                   | NRK 3, NRK P3                                              | Ben Adams              | [ 178 ] |
| Norvège     | Non-diffusées | Non-diffusées                                   | Arian Engebø, Egil Skurdal, Adelina Ibishi et Nate Kahungu | Ben Adams              | [ 178 ] |
| Norvège     | Non-diffusées | Non-diffusées                                   | NRK P1                                                     | Ben Adams              | [ 178 ] |
| Norvège     | Non-diffusées | Non-diffusées                                   | Jon Marius Hyttebakk                                       | Ben Adams              | [ 178 ] |
| Pays-Bas    | NPO 1 | NPO 1                                           | NPO 1                                                      | S10                    | ,       |
| Pays-Bas    | Cornald Maas et Jan Smit                                                                                            |                                                 |                                                            | S10                    | ,       |
| Pologne     | TVP 1 et TVP Polonia                                                                                                | TVP 1 et TVP Polonia                            | TVP 1 et TVP Polonia                                       | Ida Nowakowska         | [ 181 ] |
| Pologne     | Aleksander Sikora et Marek Sierocki                                                                                 |                                                 |                                                            | Ida Nowakowska         | [ 181 ] |
| Portugal    | RTP1 | RTP1                                            | RTP1                                                       | Maro                   | [ 182 ] |
| Portugal    | José Carlos Malato et Nuno Galopim                                                                                  |                                                 |                                                            | Maro                   | [ 182 ] |
| Roumanie    | TVR1, TVRi | TVR1, TVRi                                      | TVR1, TVRi                                                 | Eda Marcus             | [ 183 ] |
| Roumanie    | Bogdan Stănescu et Kyrie Mendel                                                                                     |                                                 |                                                            | Eda Marcus             | [ 183 ] |
| Royaume-Uni | BBC One | BBC One                                         | BBC One                                                    | Catherine Tate         | [ 184 ] |
| Royaume-Uni | Scott Mills et Rylan Clark                                                                                          | Scott Mills et Rylan Clark                      | Graham Norton et Mel Giedroyc                              | Catherine Tate         | [ 184 ] |
| Royaume-Uni | BBC Radio 2 | BBC Radio 2                                     | BBC Radio 2                                                | Catherine Tate         | [ 185 ] |
| Royaume-Uni | Paddy O'Connell | Paddy O'Connell                                 | Scott Mills et Rylan Clark                                 | Catherine Tate         | [ 185 ] |
| Saint-Marin | San Marino RTV | San Marino RTV                                  | San Marino RTV                                             | John Kennedy O'Connor  | [ 186 ] |
| Saint-Marin | Lia Fiorio et Gigi Restivo                                                                                          |                                                 |                                                            | John Kennedy O'Connor  | [ 186 ] |
| Serbie      | RTS 3, RTS Svet | RTS 3, RTS Svet                                 | RTS 1, RTS Svet                                            | Dragana Kosjerina      | ,       |
| Serbie      | Duška Vučinić |                                                 |                                                            | Dragana Kosjerina      | ,       |
| Slovénie    | TV SLO2 | TV SLO2                                         | TV SLO1                                                    | Melani Mekicar         | [ 190 ] |
| Slovénie    | Andrej Hofer |                                                 |                                                            | Melani Mekicar         | [ 190 ] |
| Suède       | SVT1 | SVT1                                            | SVT1                                                       | Farah Abadi            | [ 191 ] |
| Suède       | Edward af Sillén | Edward af Sillén                                | Edward af Sillén et Måns Zelmerlöw                         | Farah Abadi            | [ 191 ] |
| Suède       | SR P4 | SR P4                                           | SR P4                                                      | Farah Abadi            | [ 192 ] |
| Suède       | Carolina Norén |                                                 |                                                            | Farah Abadi            | [ 192 ] |
| Suisse      | (de) SRF zwei | (de) SRF zwei                                   | (de) SRF 1                                                 | Chiara Dubey           | [ 193 ] |
| Suisse      | Sven Epiney |                                                 |                                                            | Chiara Dubey           | [ 193 ] |
| Suisse      | (fr) RTS 2 | (fr) RTS 2                                      | (fr) RTS 1                                                 | Chiara Dubey           | [ 194 ] |
| Suisse      | Jean-Marc Richard, Nicolas Tanner et Priscilla Formaz                                                               |                                                 |                                                            | Chiara Dubey           | [ 194 ] |
| Suisse      | (it) RSI La 2 | (it) RSI La 2                                   | (it) RSI La 1                                              | Chiara Dubey           | [ 195 ] |
| Suisse      | Ellis Cavallini et Gian-Andrea Costa                                                                                |                                                 |                                                            | Chiara Dubey           | [ 195 ] |
| Tchéquie    | ČT2 | ČT2                                             | ČT2                                                        | Radka Rosická          | [ 196 ] |
| Tchéquie    | Jan Maxián |                                                 |                                                            | Radka Rosická          | [ 196 ] |
| Ukraine     | Suspilne Kultura | Suspilne Kultura                                | Suspilne Kultura                                           | Zlata Ognévitch        | [ 197 ] |
| Ukraine     | Timour Mirochnytchenko                                                                                              |                                                 |                                                            | Zlata Ognévitch        | [ 197 ] |

### Dans les autres pays
| Pays              | Diffuseur et commentateur(s)                                         | Diffuseur et commentateur(s) | Diffuseur et commentateur(s)                                 | Réf.    |
| Pays              | Première demi-finale                                                 | Deuxième demi-finale         | Finale                                                       | Réf.    |
| ----------------- | -------------------------------------------------------------------- | ---------------------------- | ------------------------------------------------------------ | ------- |
| Chili             | Non-diffusées                                                        | Non-diffusées                | Canal 13                                                     | [ 198 ] |
| Chili             | Non-diffusées                                                        | Non-diffusées                | Sergio Lagos et Rayén Ara                                    | [ 198 ] |
| États-Unis        | Peacock                                                              | Peacock                      | Peacock                                                      | ,       |
| États-Unis        | Johnny Weir                                                          |                              |                                                              | ,       |
| Îles Féroé        | KVF                                                                  | KVF                          | KVF                                                          | [ 201 ] |
| Îles Féroé        | (da) Nicolai Molbech (fo) Gunnar Nolsøe et Siri Súsonnudóttir Hansen |                              |                                                              | [ 201 ] |
| Kosovo            | RTK1                                                                 | RTK1                         | RTK1                                                         | ,       |
| Kosovo            | Jeta Çitaku et Ylber Asllanaj                                        |                              |                                                              | ,       |
| Monténégro        | TVCG 2                                                               | TVCG 2                       | TVCG 2                                                       | [ 109 ] |
| Monténégro        | Dražen Bauković et Tijana Mišković                                   |                              |                                                              | [ 109 ] |
| Macédoine du Nord | MRT 1                                                                | MRT 1                        | MRT 1                                                        | ,       |
| Macédoine du Nord | Aleksandra Jovanovska et Eli Tanaskovska                             |                              |                                                              | ,       |
| Slovaquie         | Non diffusées                                                        | Non diffusées                | Rádio FM                                                     | ,       |
| Slovaquie         | Non diffusées                                                        | Non diffusées                | Daniel Baláž, Lucia Haverlík, Pavol Hubinák et Juraj Malíček | ,       |

### Audiences
En 2023, le concours atteint 162 millions de téléspectateurs,. Le tableau ci-dessous résume les audiences de la finale dans différents pays diffuseurs :
| Pays                          | Part d'audience | Téléspectateurs | Réf.    |
| ----------------------------- | --------------- | --------------- | ------- |
| Allemagne                     | 38,4 %          | 7 960 000       | [ 210 ] |
| Australie                     | NC              | 202 000         | [ 211 ] |
| Autriche                      | 47 %            | 1 079 000       | [ 212 ] |
| Belgique Communauté flamande  | 74 %            | 1 332 000       | [ 213 ] |
| Belgique Communauté française | NC              | 313 430         | [ 214 ] |
| Chili                         | 6,02 %          | 72 760          | [ 215 ] |
| Chypre                        | 61,6 %          | 139 600         | [ 216 ] |
| Espagne                       | 37,7 %          | 4 800 000       | [ 217 ] |
| Finlande                      | 85 %            | 2 800 000       | [ 218 ] |
| France                        | 25,6 %          | 3 480 000       | [ 219 ] |
| Grèce                         | 49,9 %          | 900 000         | [ 220 ] |
| Irlande                       | 38 %            | 371 300         | [ 221 ] |
| Italie                        | 34 %            | 4 900 000       | [ 222 ] |
| Islande                       | 60 %            | 158 000         | [ 215 ] |
| Israël                        | 50,6 %          | 981 000         | [ 215 ] |
| Lituanie                      | 68 %            | 487 600         | [ 215 ] |
| Norvège                       | 86 %            | 1 076 000       | [ 223 ] |
| Pays-Bas                      | 35,6 %          | 1 846 000       | [ 224 ] |
| Pologne                       | 39 %            | 3 500 000       | [ 225 ] |
| Portugal                      | 27 %            | 1 082 700       | [ 226 ] |
| Roumanie                      | 2,7 %           | 117 118         | [ 215 ] |
| Royaume-Uni                   | 63 %            | 9 900 000       | [ 227 ] |
| Serbie                        | 29,45 %         | 673 706         | [ 215 ] |
| Slovénie                      | 18 %            | 345 000         | [ 228 ] |
| Suède                         | 81,8 %          | 2 387 000       | [ 229 ] |
| Suisse                        | 48,9 %          | 474 000         | [ 215 ] |
| Tchéquie                      | 9,31 %          | 175 000         | [ 230 ] |
| Ukraine                       | 19,4 %          | 584 000         | [ 231 ] |
| YouTube                       | -               | 7 600 000       | [ 208 ] |